# Tatry

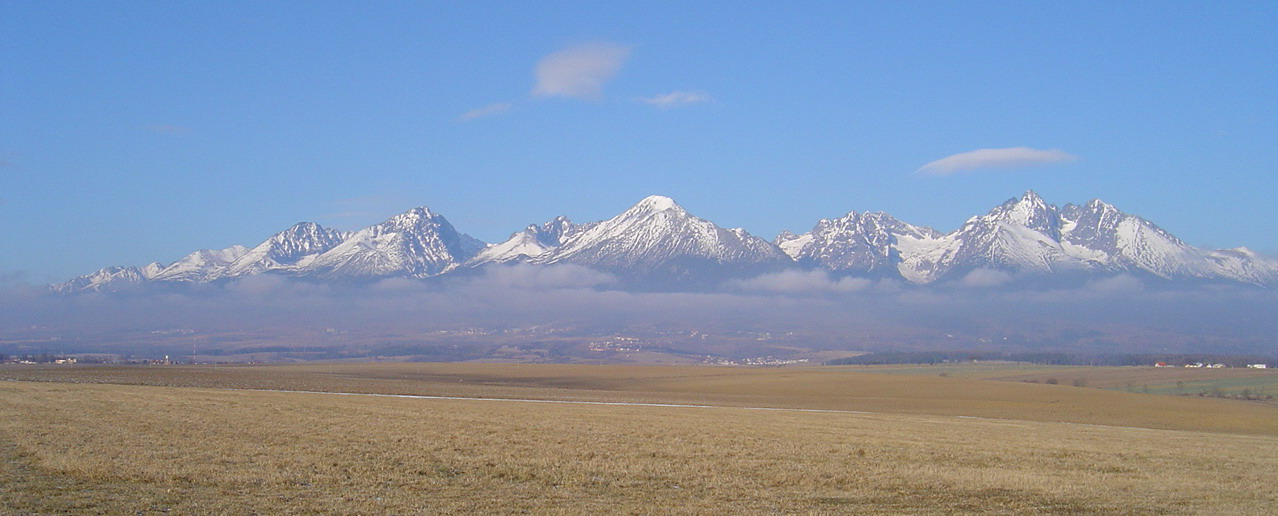
Tatry widoczne ze Słowacji

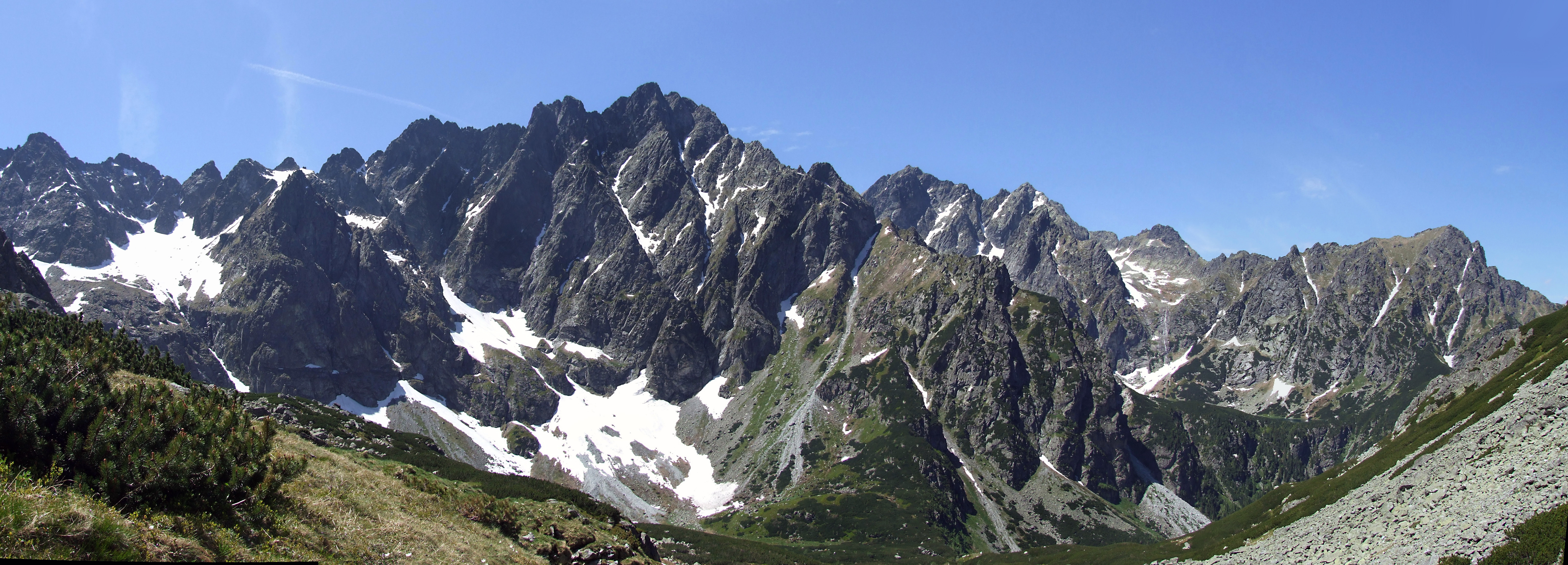
Szczyty Tatr Wysokich, widok z Doliny Litworowej

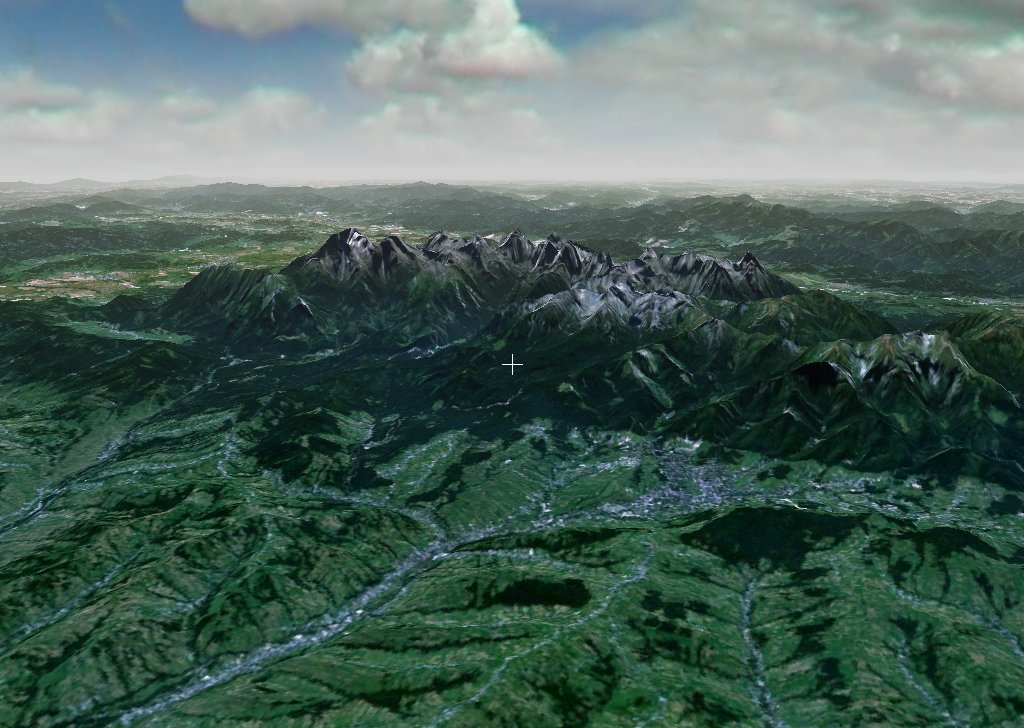
Tatry – Landsat + SRTM (wysokość zwiększona 2x). Obraz z programu NASA World Wind

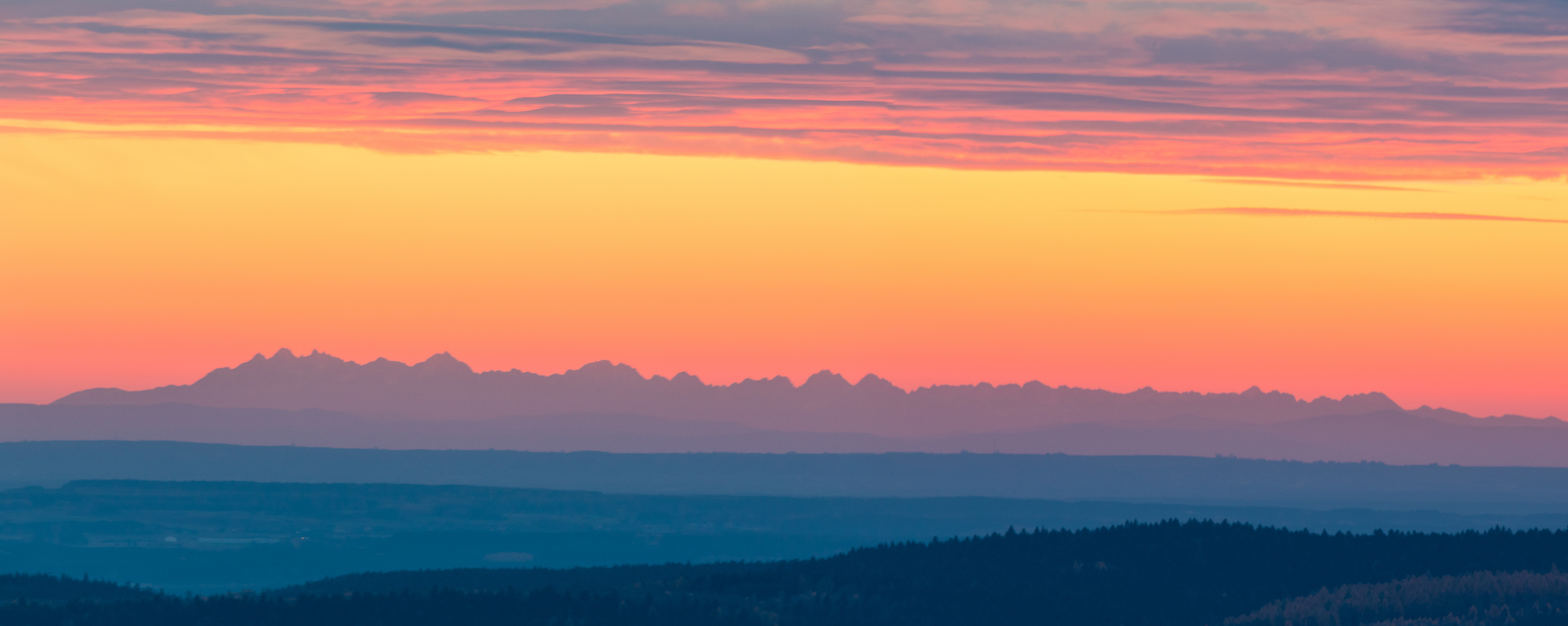
Panorama Tatr widziana z Łysej Góry

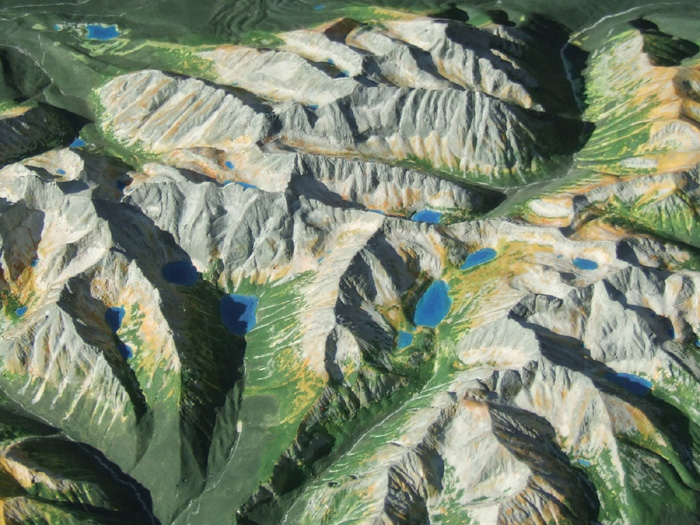
Mapa plastyczna Tatr wyrzeźbiona w gipsie

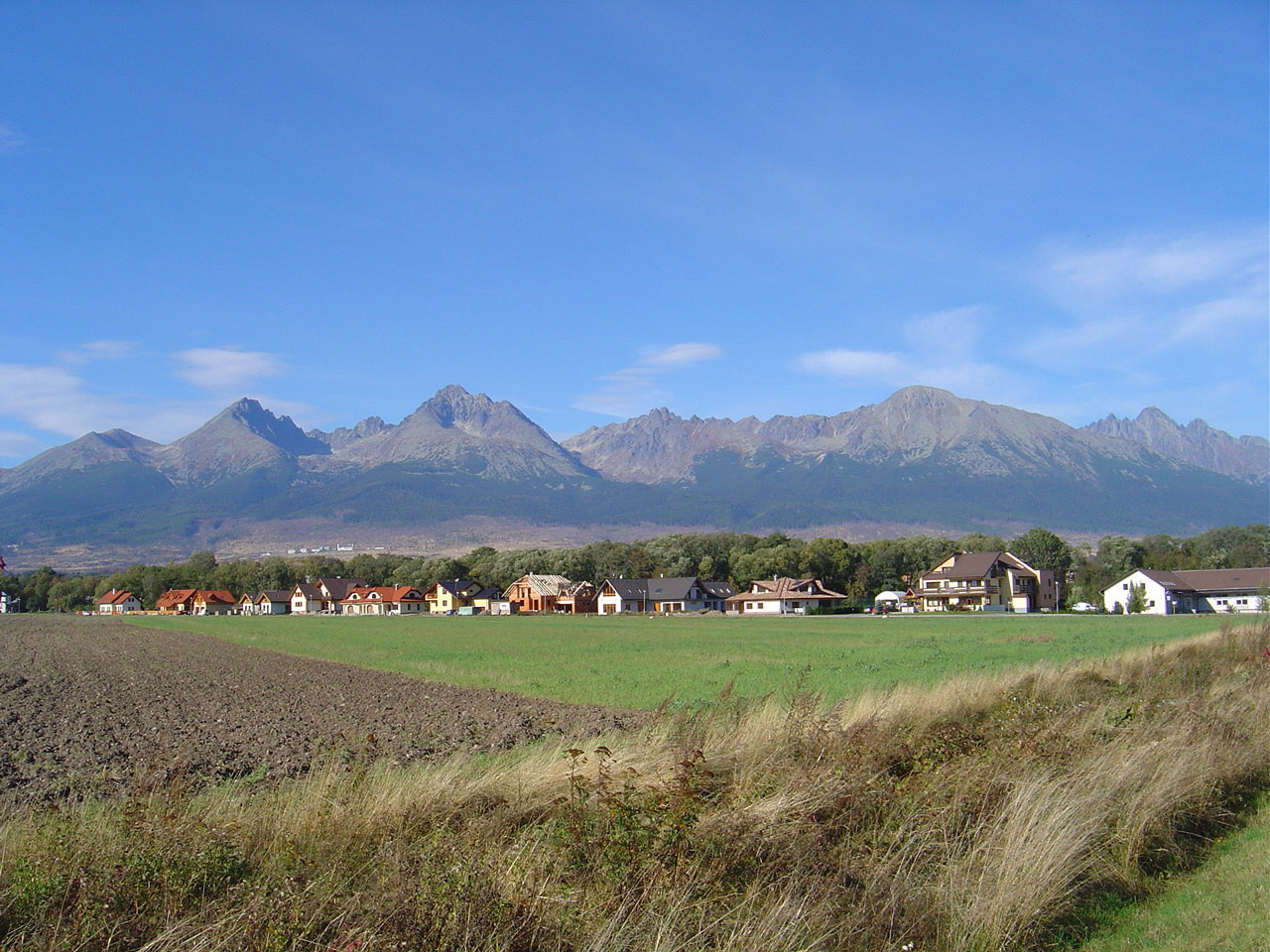
Panorama Tatr z Batyżowiec na Słowacji

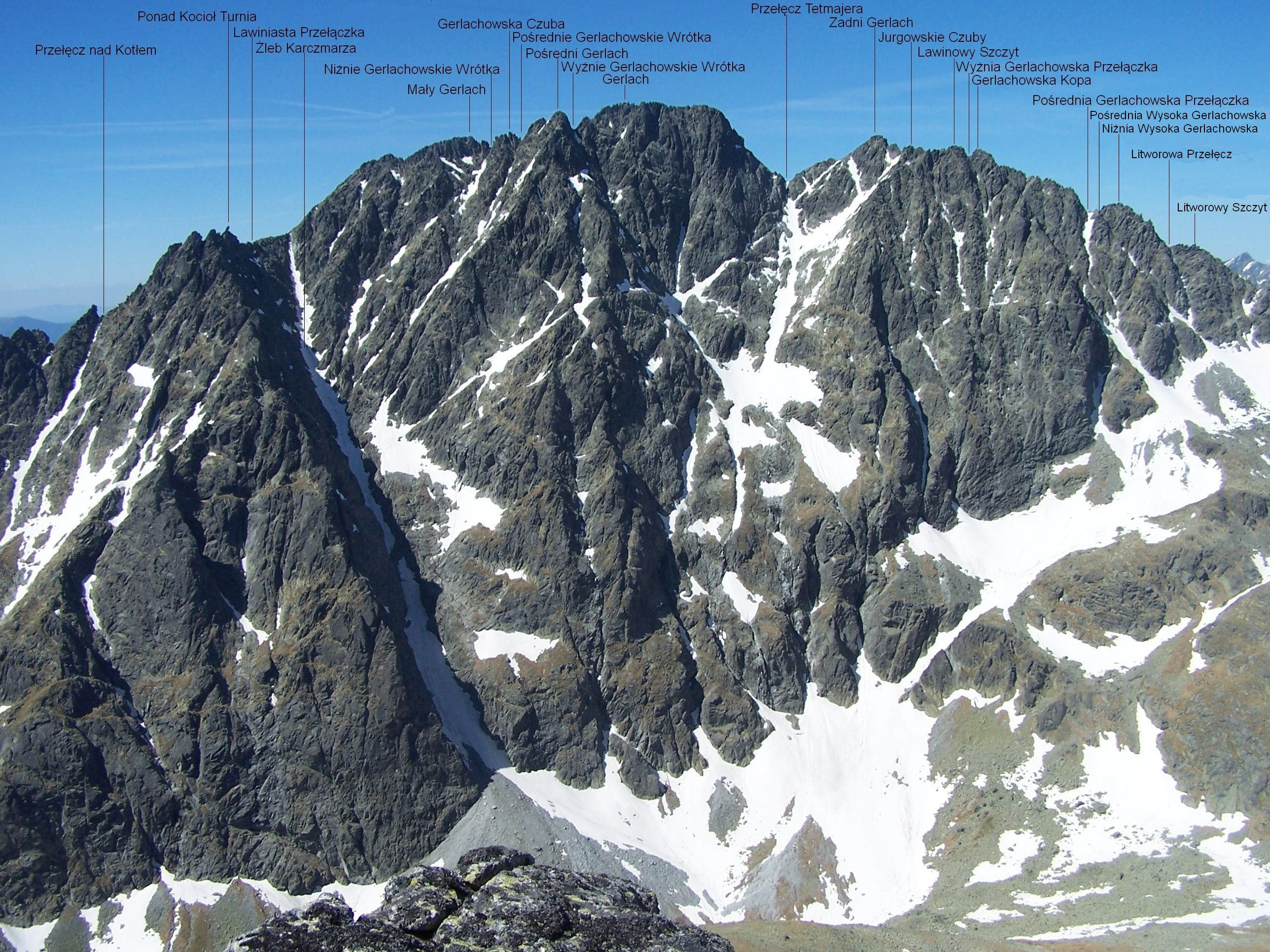
Gerlach – najwyższy szczyt całych Tatr

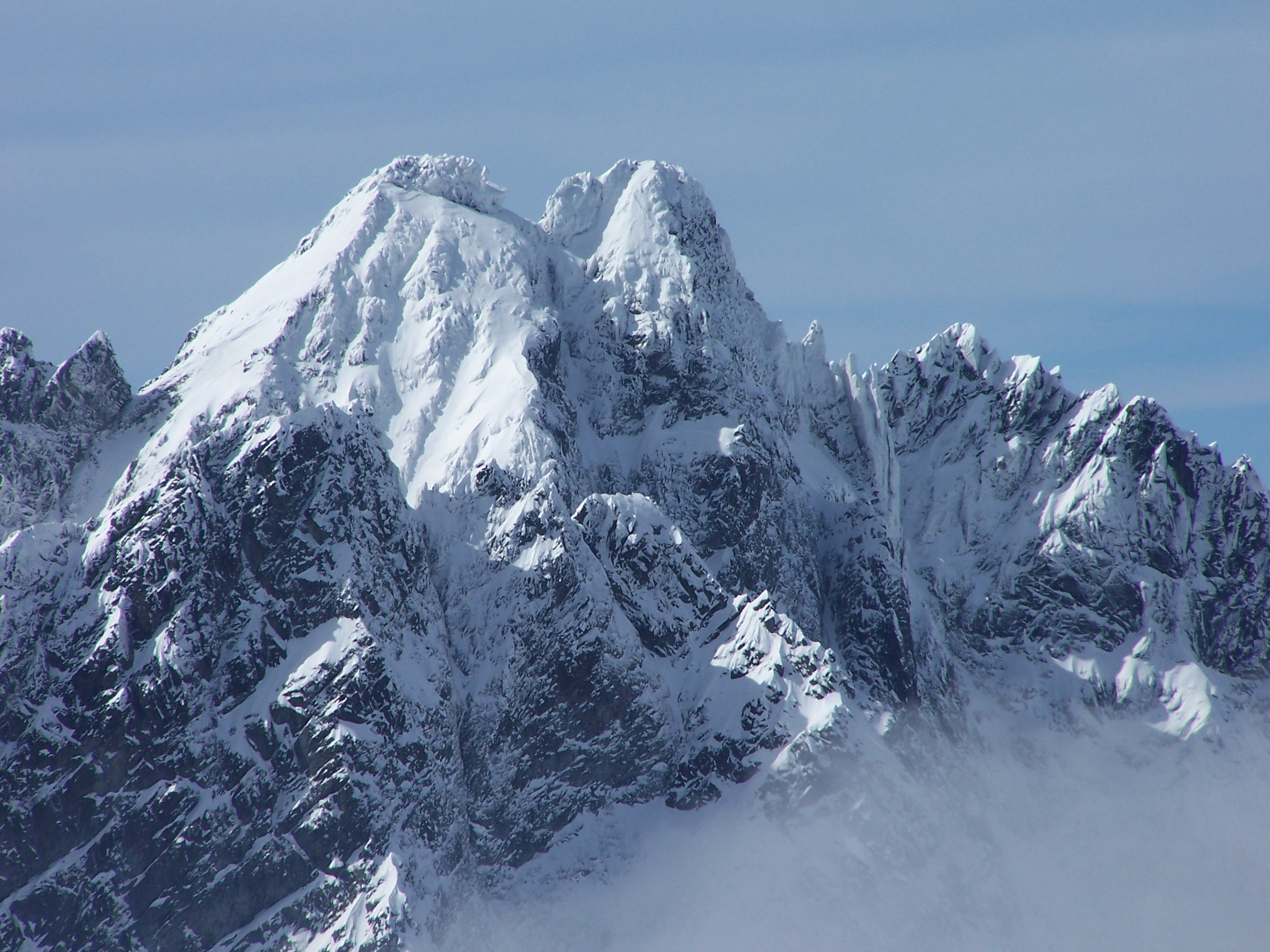
Wysoka

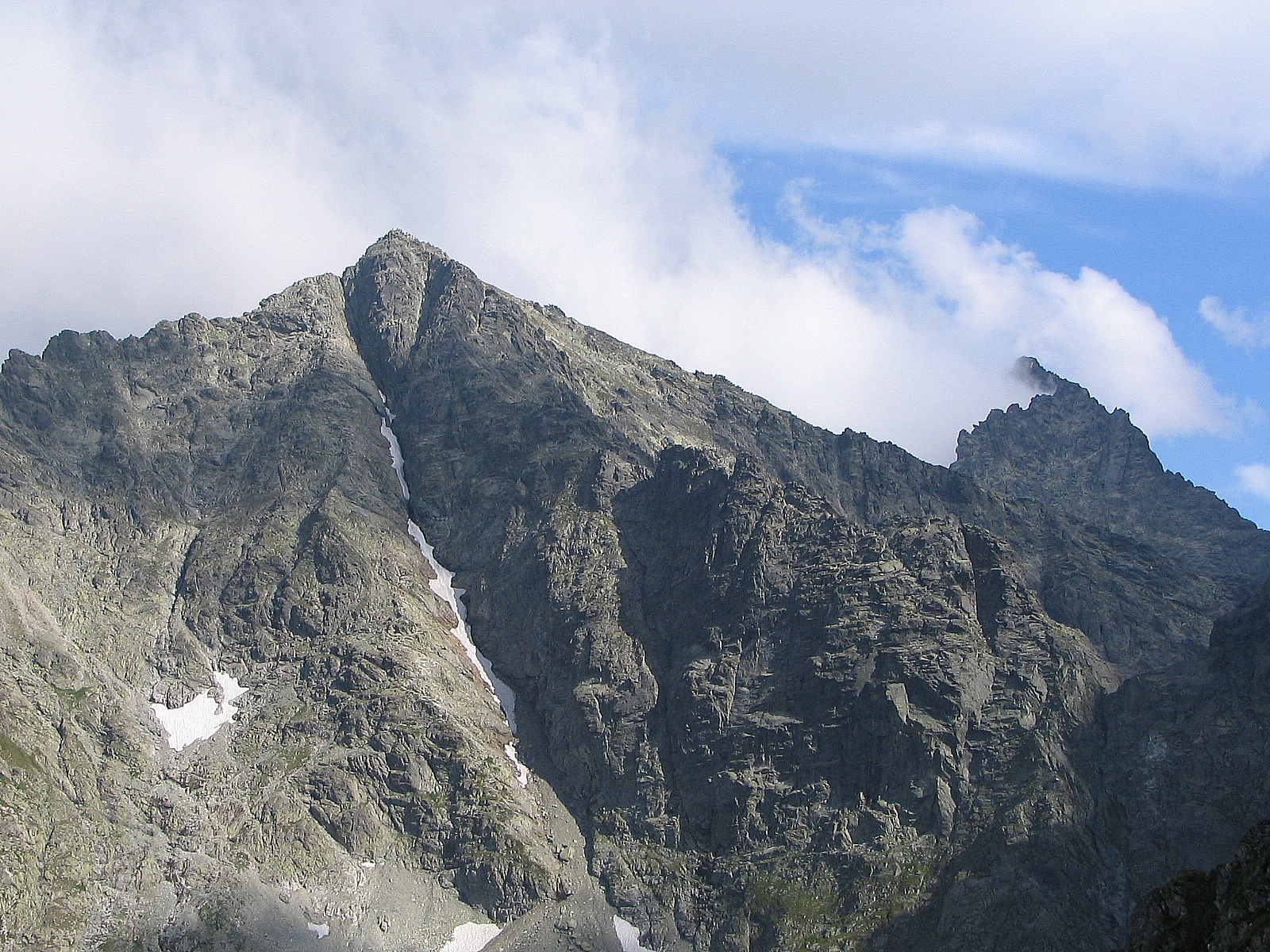
Rysy – najwyższy szczyt polskich Tatr

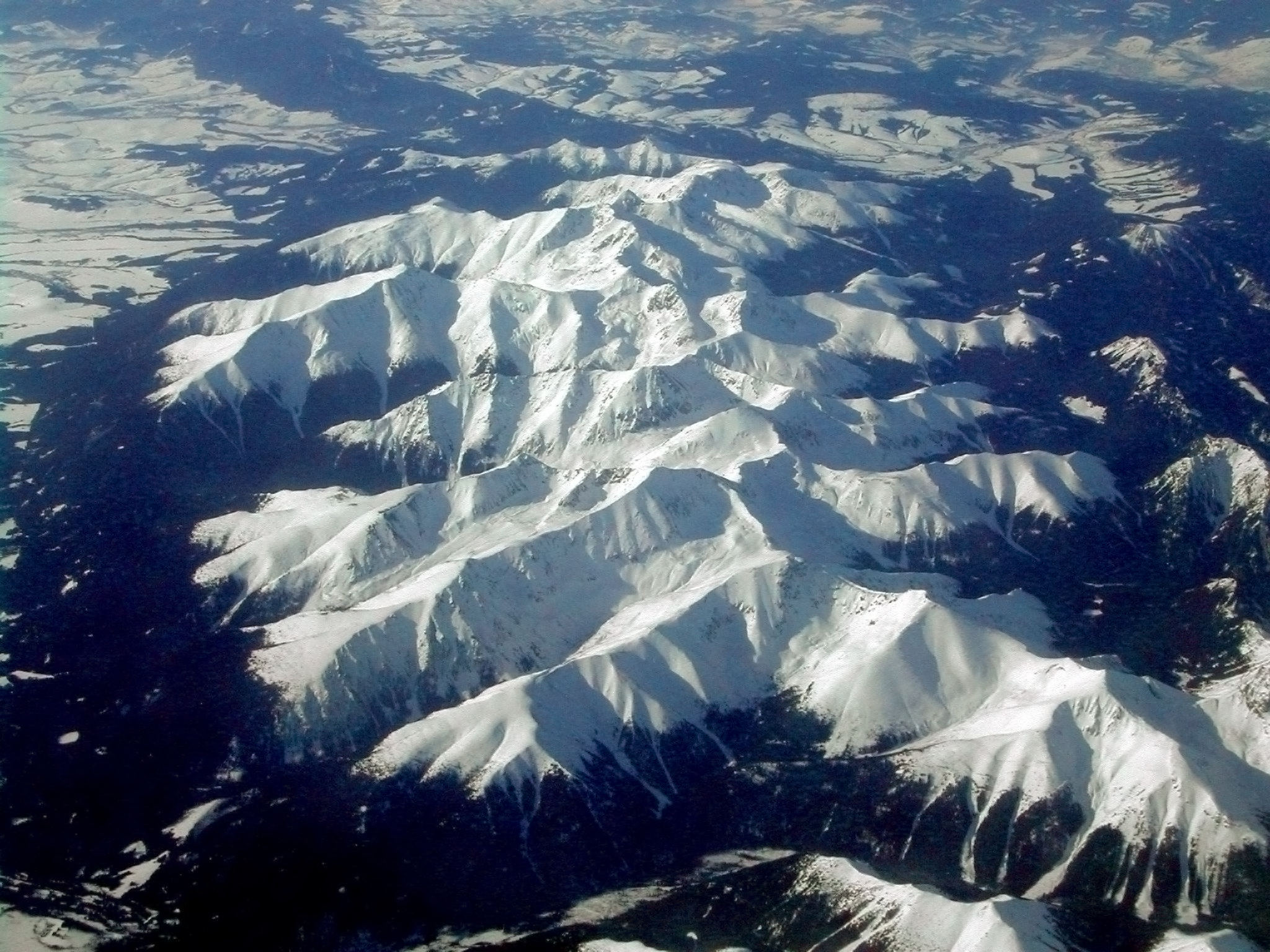
Tatry Zachodnie zimą

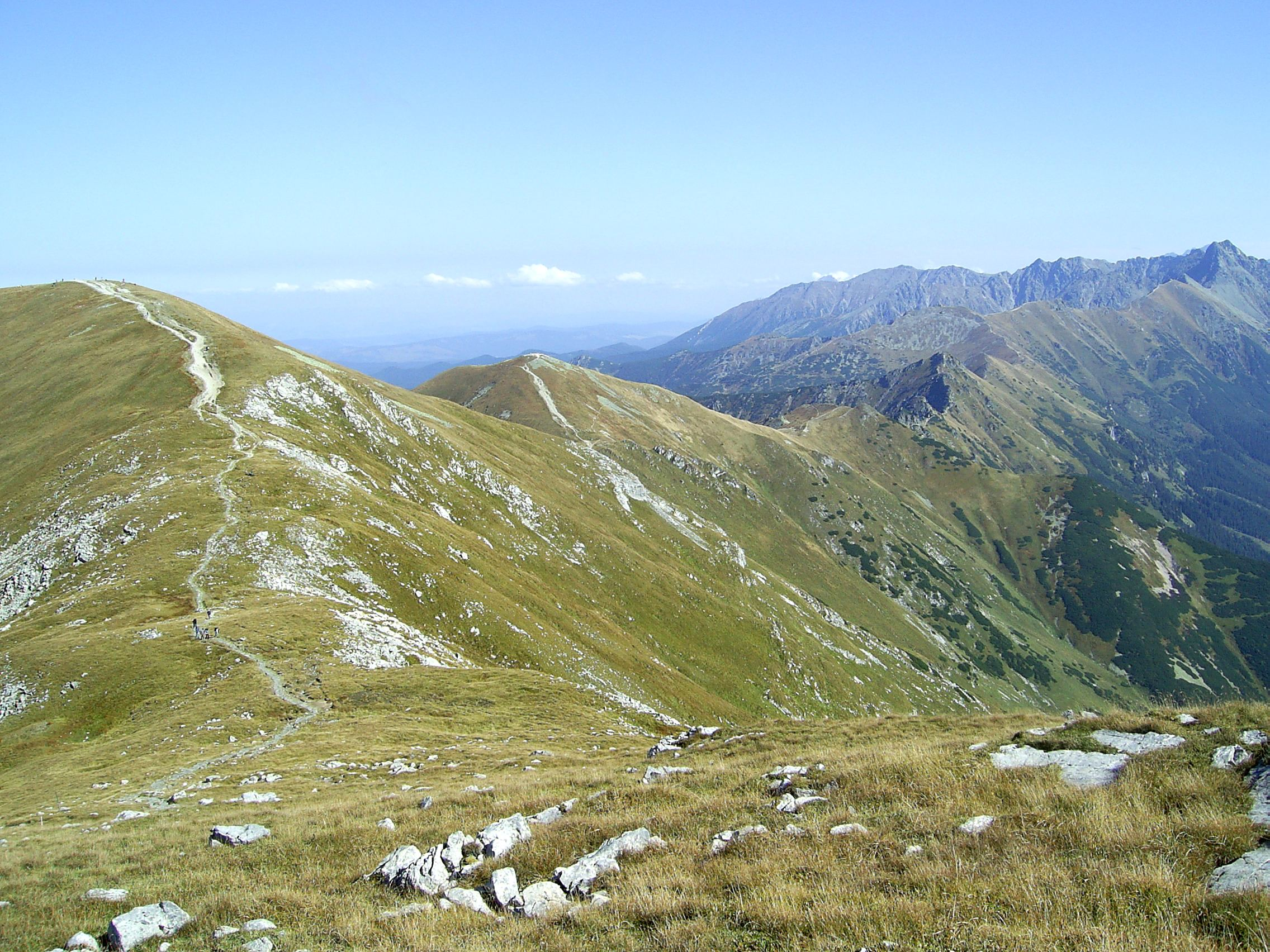
Tatry Zachodnie i Wysokie

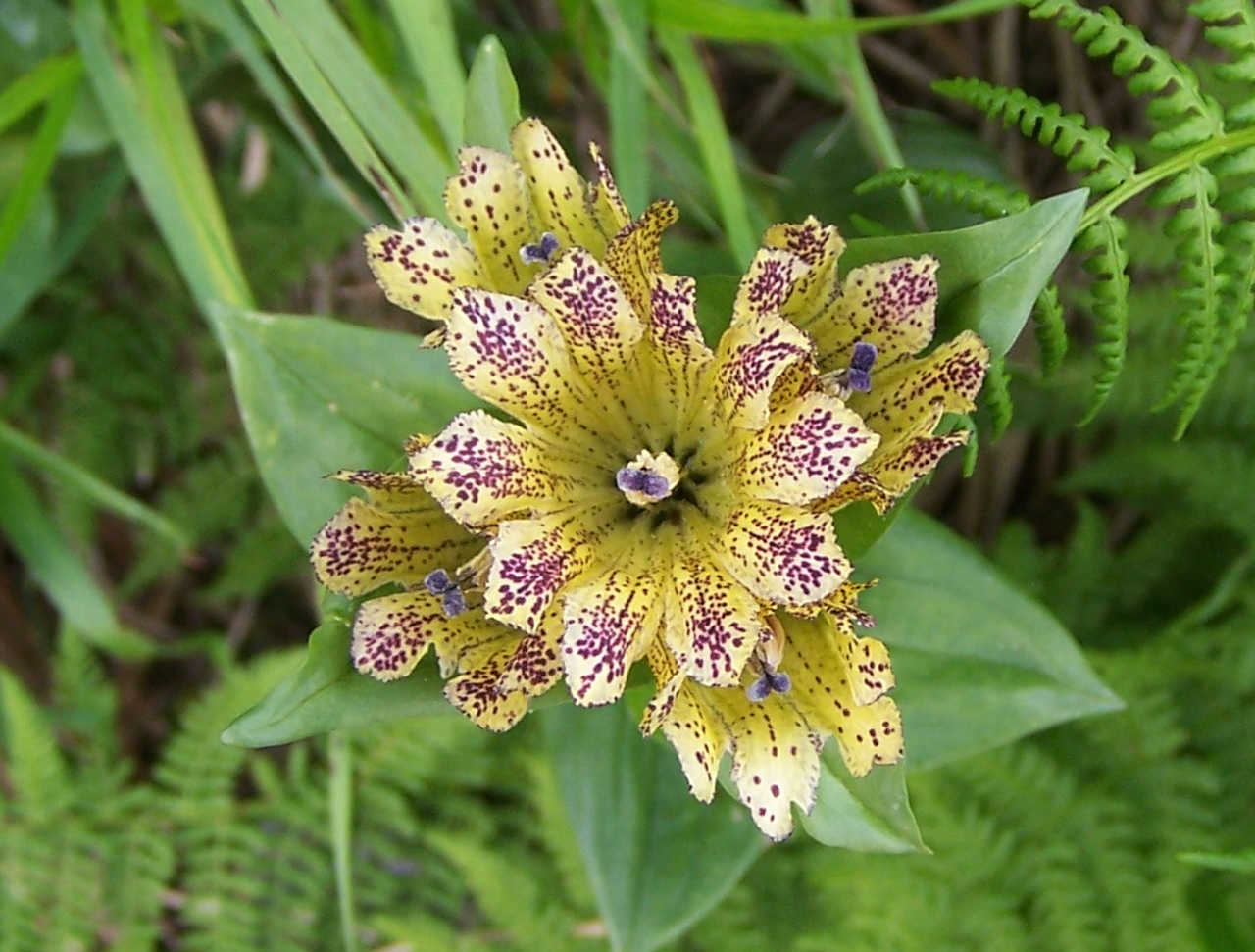
Goryczka kropkowana

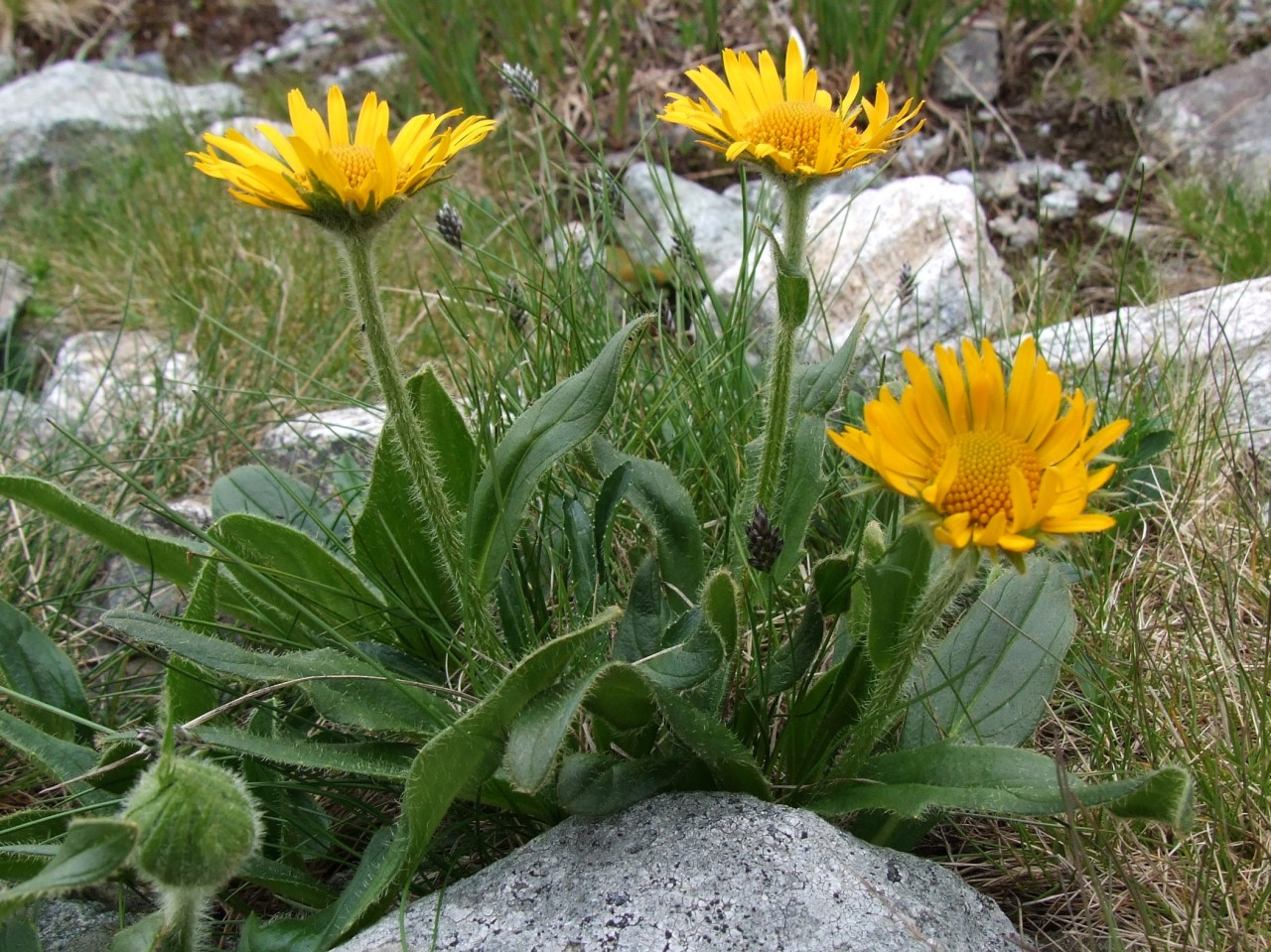
Omieg kozłowiec

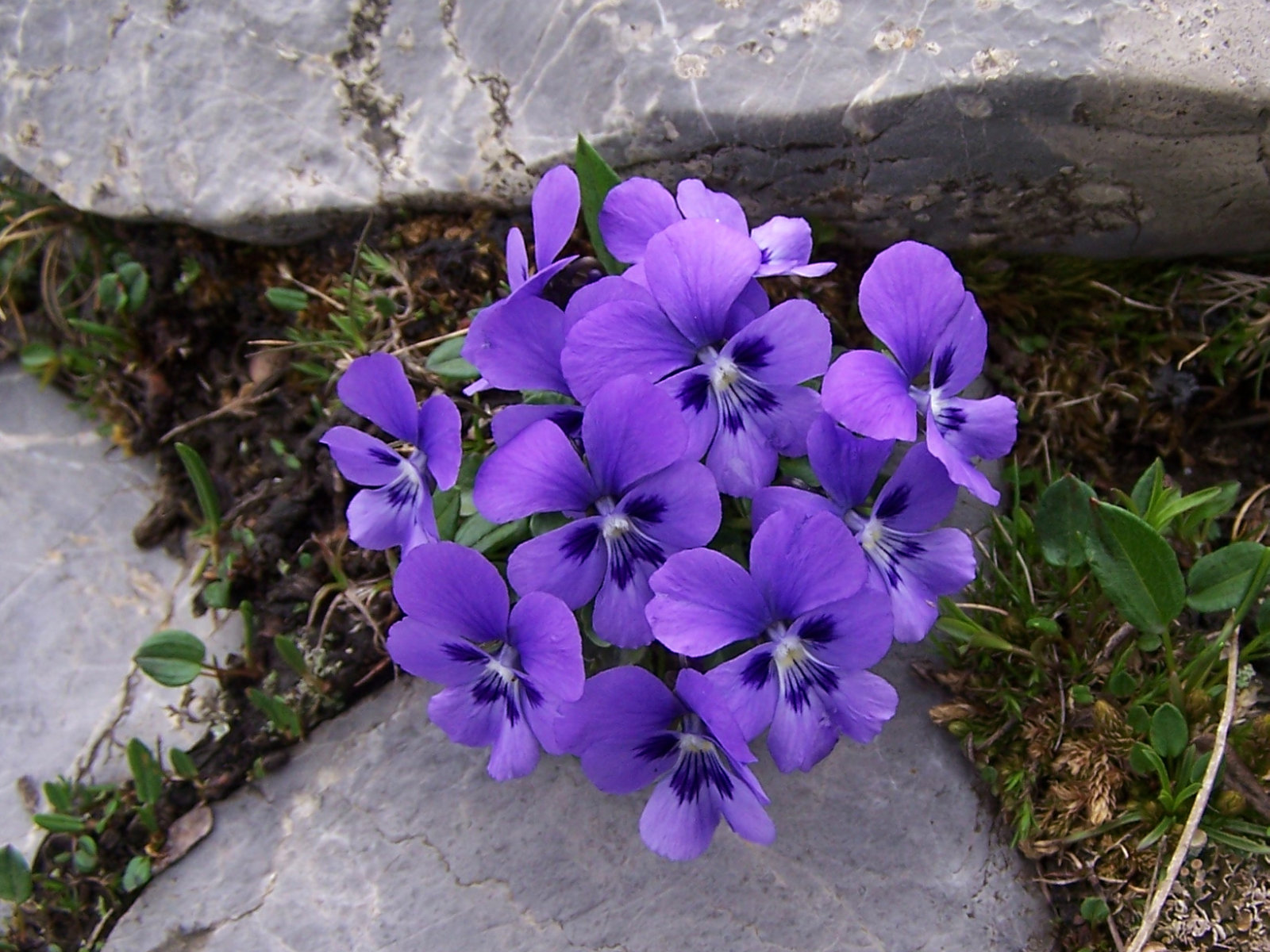
Fiołek alpejski

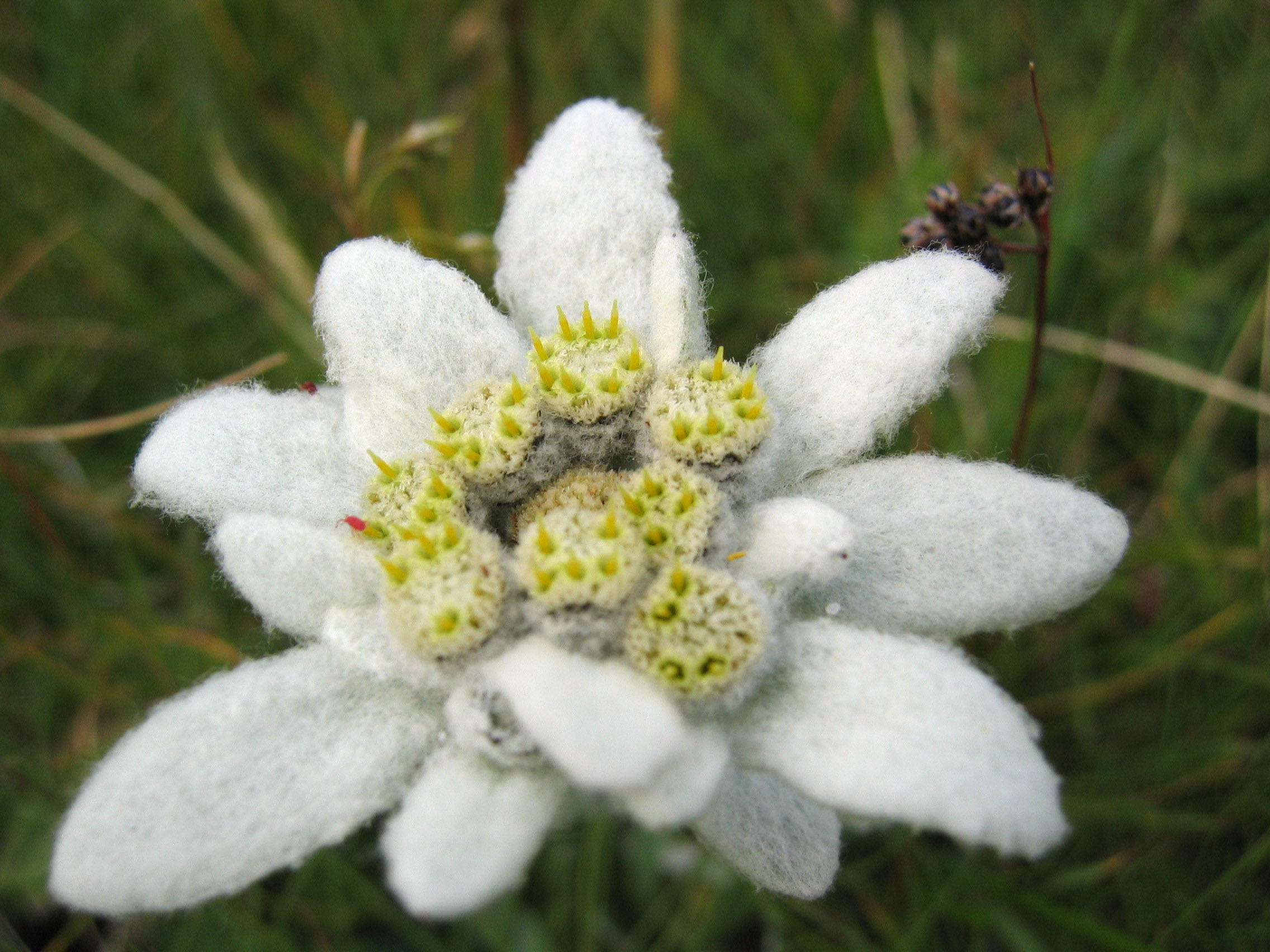
Szarotka alpejska

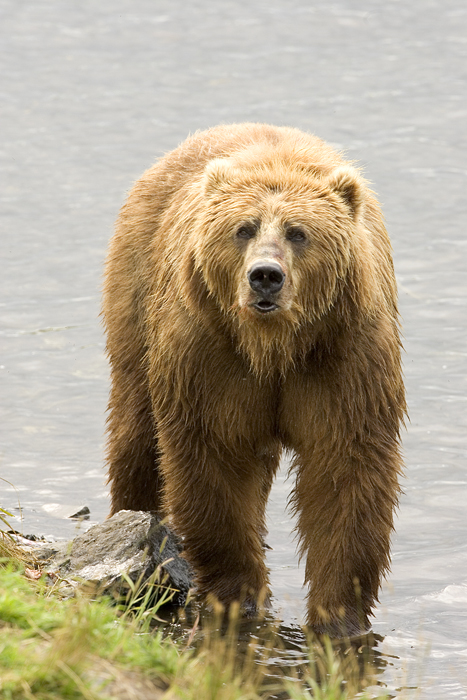
Niedźwiedź brunatny

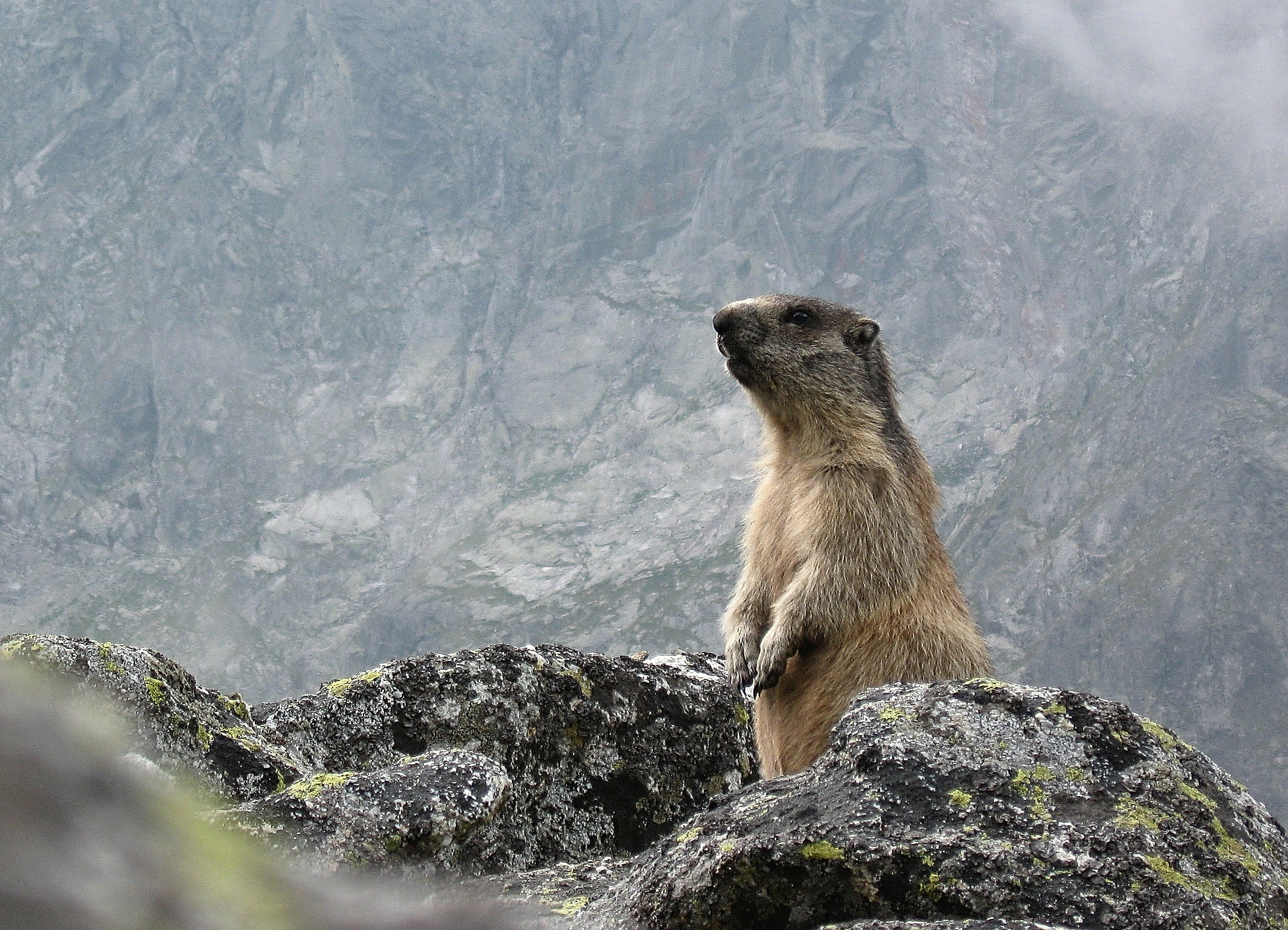
Świstak tatrzański

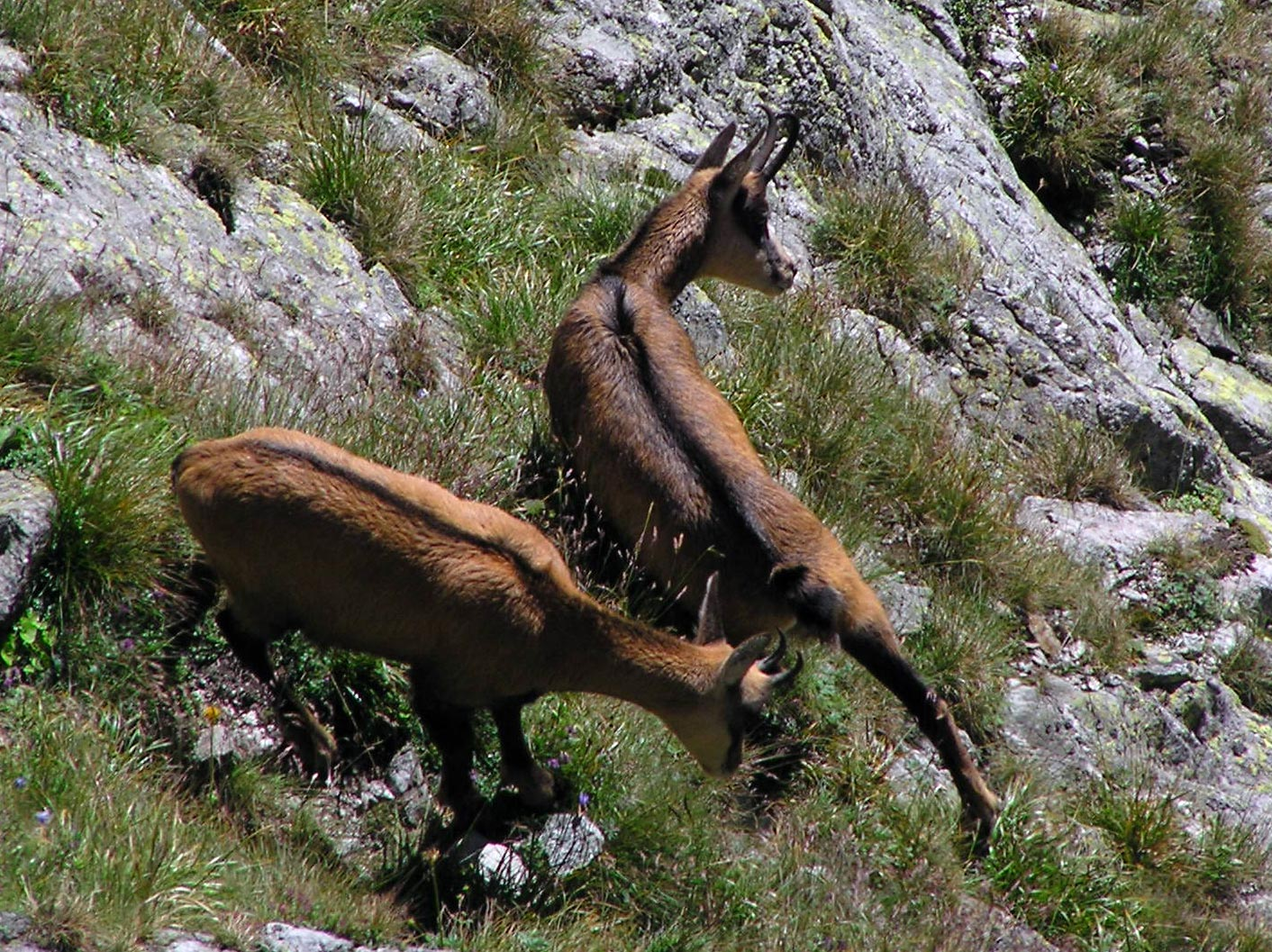
Kozica tatrzańska

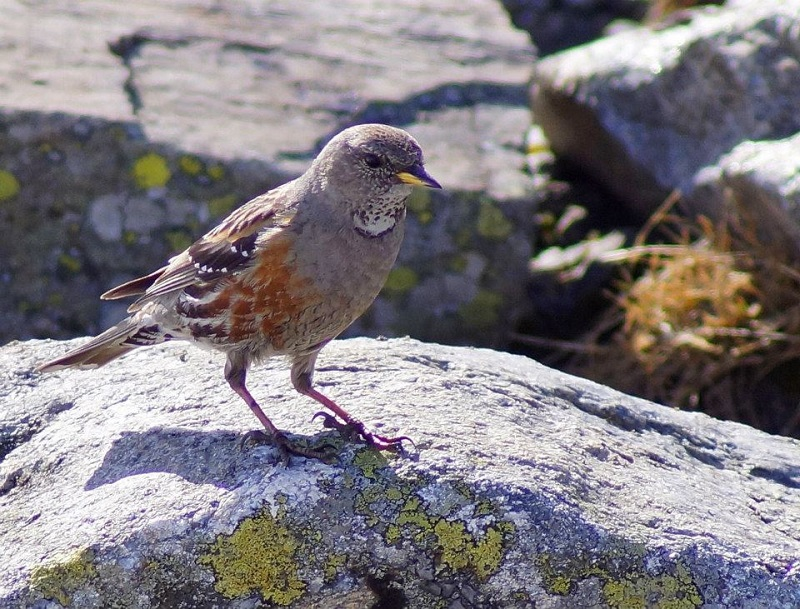
Płochacz halny

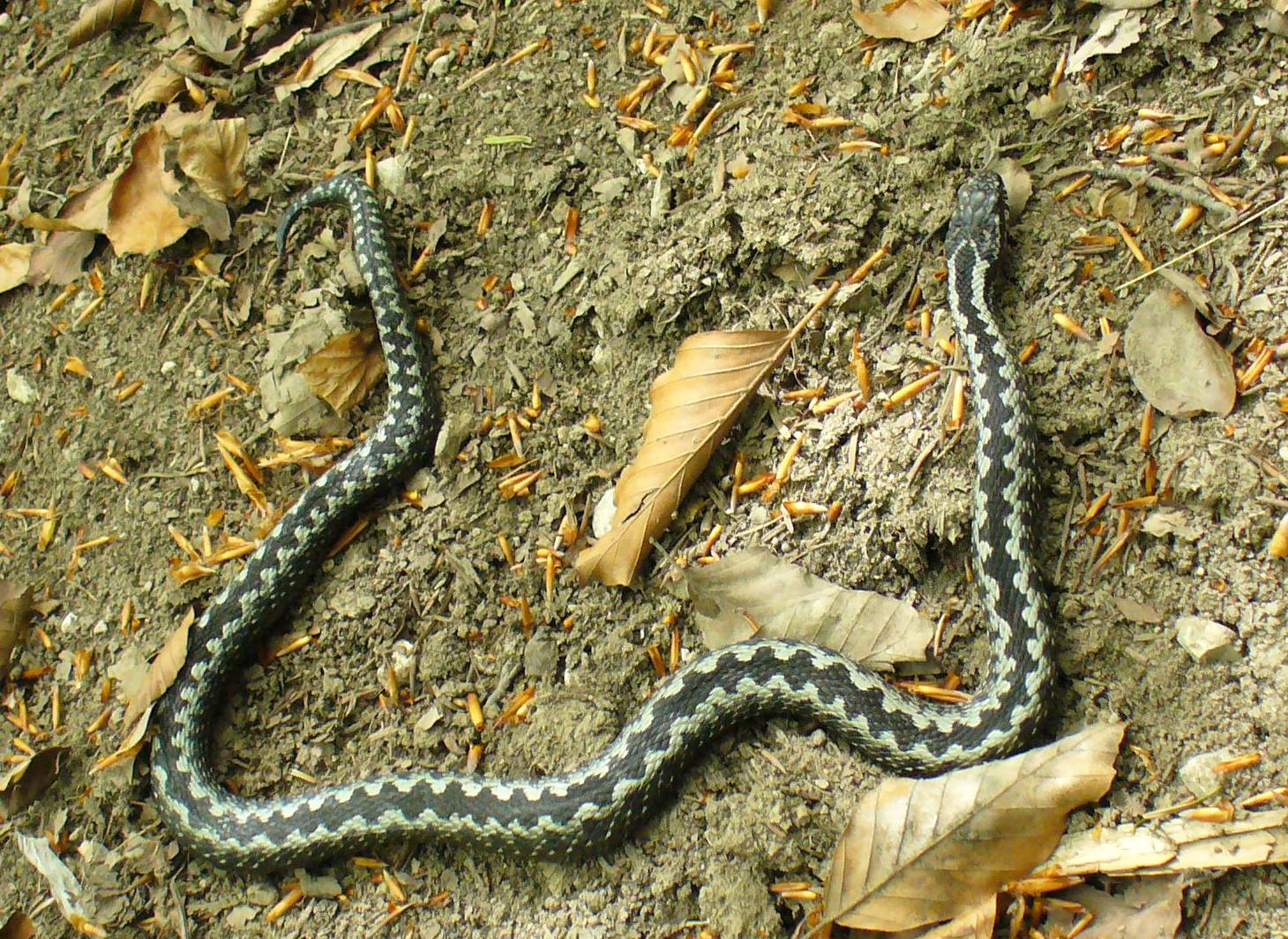
Żmija zygzakowata

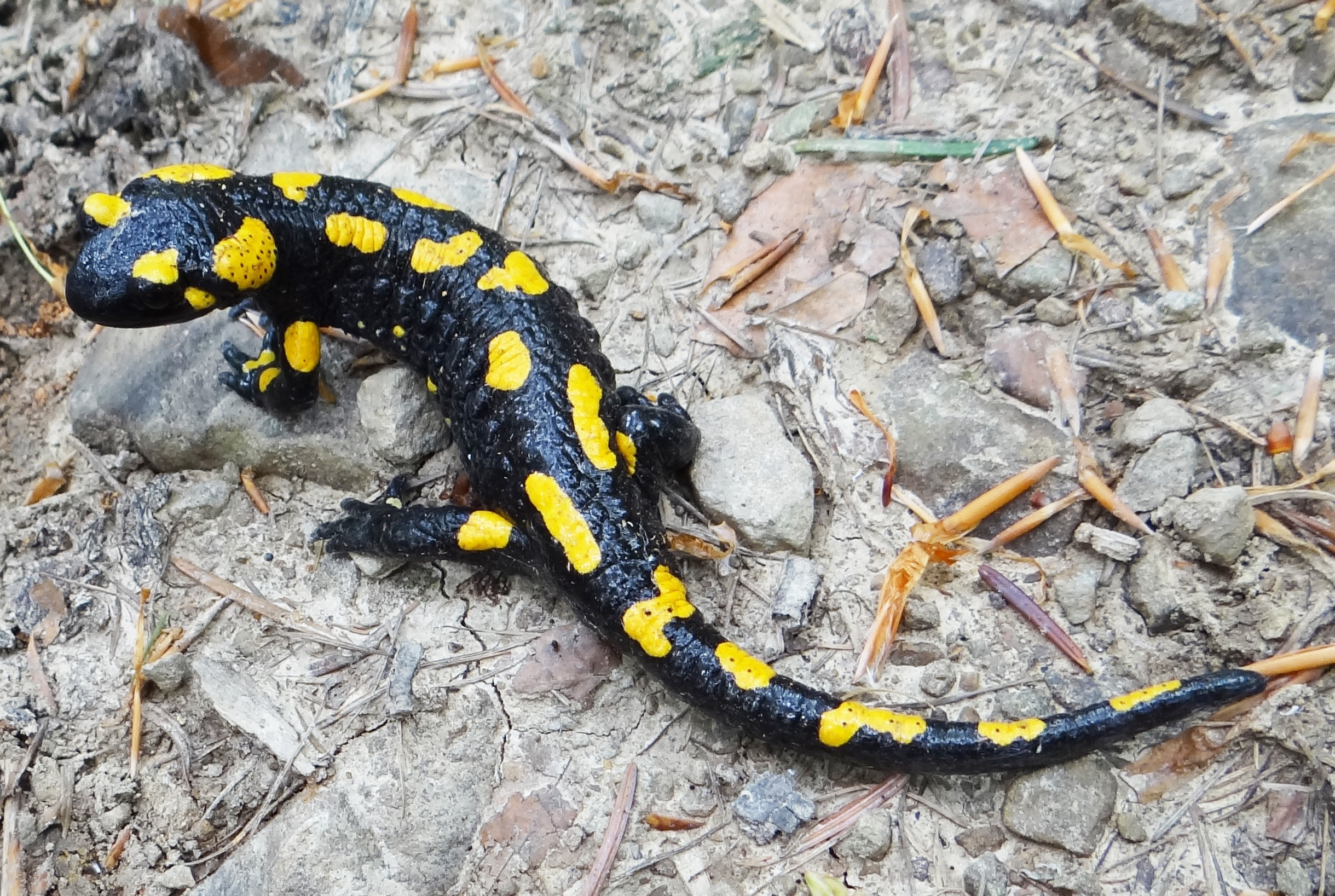
Salamandra plamista

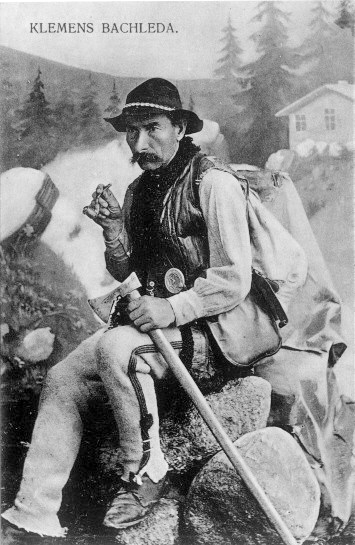
Klimek Bachleda

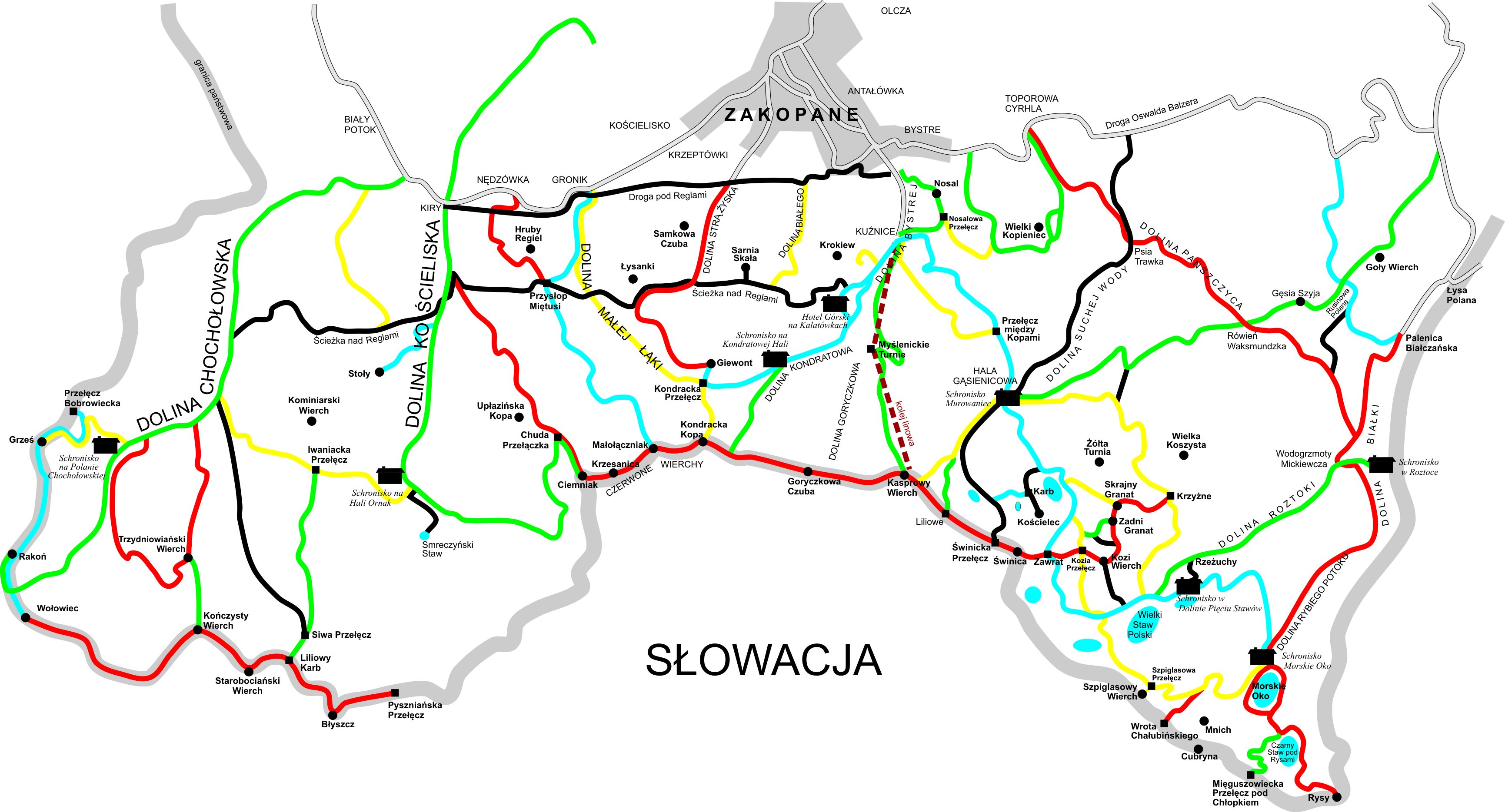
Mapa szlaków turystycznych polskich Tatr

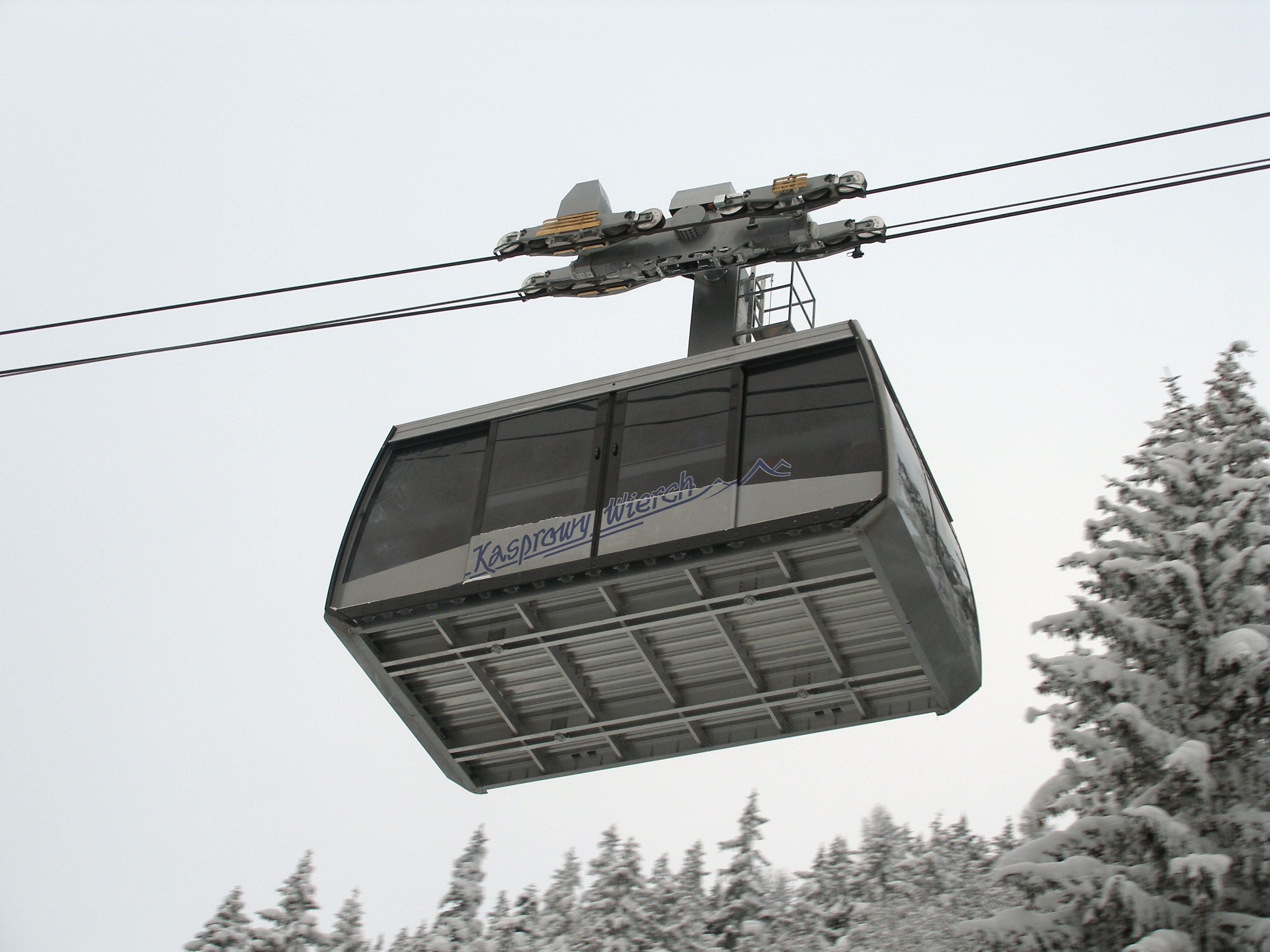
Kolej linowa „Kasprowy Wierch”

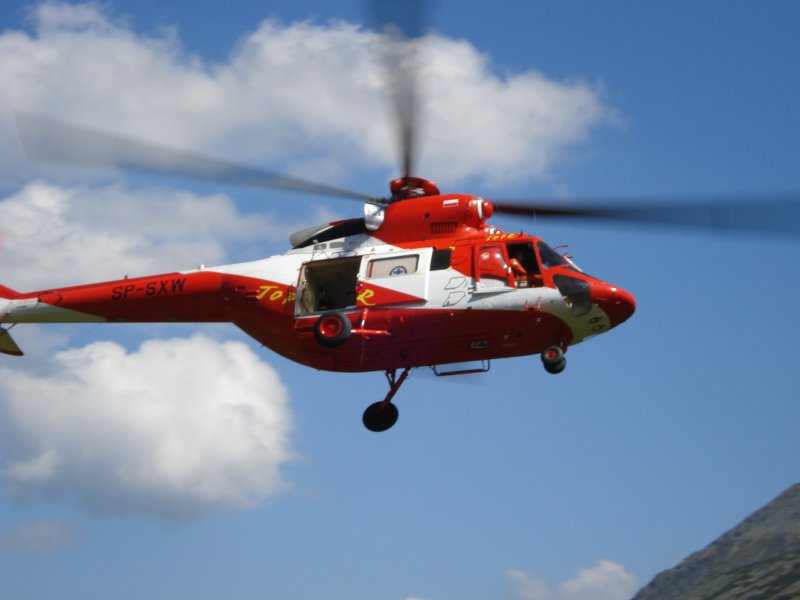
Sokół – helikopter TOPR

Tatry (514.5, słow. Tatry, niem. Tatra, węg. Tátra) – najwyższe pasmo w łańcuchu Karpat, również najwyższe między Alpami a Uralem i Kaukazem. Są częścią Łańcucha Tatrzańskiego, w Centralnych Karpatach Zachodnich.
Wysokogórska część Tatr o glacjalnym charakterze jest unikatowa w skali Polski i zalicza się do najwyższej kategorii pod względem atrakcyjności. Tatry są objęte ochroną przez ustanowienie na ich obszarze polskiego Tatrzańskiego Parku Narodowego i słowackiego Tatrzańskiego Parku Narodowego oraz przynależności do Światowej Sieci Rezerwatów Biosfery UNESCO. Krainy etnograficzne otaczające Tatry to: Podhale, Spisz, Orawa i Liptów.

## Etymologia
„Tritri” (1086), „Tatry” (1255), w XIII/XIV wieku węg. Thorholl (1256), „Thorchal”, „Tarczal”, bądź „Tutur”, „Thurthul” co oznaczać mogło piekło, staroruskie „Tołtry, Toutry”, również niem. Schneegebürg (Montes nivium). Adam Mickiewicz wymiennie używał nazw Tatry i Krępak, podobnie jak sto lat wcześniej Spener.
W 1790 r. Baltazar Hacquet zapisał, że Słowianie nazywają te góry Tatari lub Tatri, ponieważ przedtem przebywały tam tatarskie hordy. Według prof. Rozwadowskiego etymologię nazwy Tatry (staropol. Tartry) należy łączyć z francuską (celtycką) nazwą tertre oznaczającą wzgórze. Zgodnie z tym Tatry oznaczałyby pierwotnie wzgórza. Za takim zestawieniem wyrazów „Tertre – to są Tatry” pisał również Norwid. Niektórzy autorzy sugerują również pochodzenie dackie lub trackie. Jeszcze na początku XIX wieku Tatry Wysokie były nazywane Karpakiem (najwyższa góra, okryta śniegiem), z dacko-iliryskiego karpe oznaczającego skałę, w języku staropolskim zachowanego w formach z karp- np. „przemierzał góry ostre i karpętne”, lub s(z)karpa – stromizna górska.
W XIII- i XIV-wiecznych oficjalnych dokumentach węgierskich Karpaty, a raczej Tatry, pojawiają się pod nazwą Thorchal, Tarczal lub rzadziej jako Schneegebürg, Montes Nivium.

## Topografia
Powierzchnia Tatr wynosi 785 km², z tego około 175 km² (22,3%) leży w granicach Polski, a ok. 610 km² (77,7%) na terytorium Słowacji.
Długość Tatr, mierzona od południowo-zachodnich podnóży Ostrego Wierchu Kwaczańskiego (1128 m) do wschodnich podnóży Kobylego Wierchu (1109 m), wynosi w linii prostej 57 km, a ściśle wzdłuż grani głównej 80 km. Grań główna Tatr przebiega od Niżniej Huciańskiej Przełęczy (905 m) na zachodzie do Zdziarskiej Przełęczy (1081 m) na wschodzie. Największa szerokość wynosi 18,5 km, przeciętna 15 km.
Znaczną częścią grani głównej Tatr biegnie Wielki Europejski Dział Wodny między zlewniami Morza Bałtyckiego i Morza Czarnego. Teren na wschód i północ to zlewiska Bałtyku (dorzecze Dunajca i Popradu), pozostały obszar to zlewisko Morza Czarnego (dorzecza Orawy i Wagu).
Wrażenie wypiętrzenia masywu górskiego jest pogłębione przez sąsiedztwo głębokich kotlin. Tatry otaczają: od zachodu i północy – Obniżenie Orawsko-Podhalańskie, od wschodu i południa Obniżenie Liptowsko-Spiskie. Dna ich dolin znajdują się na wysokości ok. 500–700 m n.p.m. Deniwelacje między okalającymi kotlinami a szczytami Tatr dochodzą do 2 km.

### Podział Tatr
Tatry dzieli się na:
- Tatry Zachodnie – najwyższy szczyt: Bystra (2248 m), po polskiej stronie: Starorobociański Wierch (2176 m),
  - niekiedy z Tatr Zachodnich wydzielany jest Masyw Siwego Wierchu (1805 m), położony w całości na terenie Słowacji,
- Tatry Wschodnie:
  - Tatry Wysokie – najwyższy szczyt: Gerlach (2655 m), po polskiej stronie: graniczny, północno-zachodni wierzchołek Rysów (2499 m). Grań główna Tatr Wysokich biegnie od przełęczy Liliowe do Przełęczy pod Kopą.
  - Tatry Bielskie – najwyższy szczyt: Hawrań (2152 m).

Granicami pomiędzy Tatrami Zachodnimi a Wschodnimi są przełęcz Liliowe oraz Dolina Suchej Wody Gąsienicowej (w granicach Polski) i Dolina Cicha Liptowska (po stronie Słowacji). Tatry Bielskie od Wysokich oddziela Przełęcz pod Kopą.
Stosowany jest także podział polityczny na Tatry Polskie i Tatry Słowackie.
Opublikowana w roku 2018 mapa Geoserwisu GDOŚ z nową regionalizacją fizycznogeograficzną Polski, dzieli Tatry Polskie na trzy pasma: Tatry Reglowe (najwyższy szczyt: Kalacka Kopa – 1601 m n.p.m.), Tatry Zachodnie i Tatry Wysokie.

### Szczyty
W Tatrach znajduje się wiele znanych szczytów. Najbardziej rozpoznawalne to m.in.:
- szczyty graniczne:
  - Rysy, Żabi Koń, Mięguszowieckie Szczyty, Zadni Mnich, Świnica, Kasprowy Wierch, Czerwone Wierchy, Wołowiec
- po stronie polskiej:
  - Mnich, Kościelec, Kozi Wierch, Zamarła Turnia, Giewont, Kominiarski Wierch
- po stronie słowackiej:
  - Gerlach, Łomnica, Lodowy Szczyt, Krywań, Wysoka, Ganek, Hawrań, Murań

Spośród ponad tysiąca nazwanych wzniesień, 74 szczyty – określane niekiedy mianem Wybitnej Korony Tatr – ma minimalną deniwelację względną (wybitność) większą lub równą 100 m.
- Najwyższym szczytem Tatr jest znajdujący się całkowicie po słowackiej stronie Gerlach (2655 m), który jest również najwybitniejszym szczytem Karpat.
- Najwyższym szczytem Tatr Polskich są Rysy (wierzchołek północno-zachodni mający 2499 m, przez który biegnie granica Słowacji i Polski).
- Najwyższym szczytem znajdującym się w całości w Polsce jest Cubryńska Strażnica (2332 m), a najwyższym wybitnym Kozi Wierch (2291 m)[17].
- Najwybitniejszym szczytem Tatr Polskich jest Kominiarski Wierch (wybitność 369 m).
- Najwyższym i jednocześnie najwybitniejszym szczytem Tatr Zachodnich jest Bystra (2248 m, wybitność 563 m).
- Najwyższym polskim szczytem Tatr Zachodnich jest Starorobociański Wierch (2176 m).
- Najwyższym szczytem Tatr Zachodnich znajdującym się w całości w Polsce jest Twarda Kopa (2026 m); ponieważ jednak ten szczyt ma bardzo niewielką wybitność, często podawany jest Giewont (1895 m).

### Przełęcze
W graniach tatrzańskich znajduje się wiele przełęczy, które odgrywały ważną rolę w ruchu komunikacyjnym i handlowym, a także dla przemytników. Były wykorzystywane podczas II wojny światowej przez kurierów. Najbardziej znane to:
- w głównej grani Tatr (od zachodu) – Starorobociańska Przełęcz, Pyszniańska Przełęcz, Tomanowa Przełęcz, Przełęcz pod Kopą Kondracką (często używana przez kurierów), Goryczkowa Przełęcz Świńska, Goryczkowa Przełęcz nad Zakosy, Sucha Przełęcz (pod Kasprowym Wierchem), Liliowe, Świnicka Przełęcz, Gładka Przełęcz, Czarna Ławka, Wrota Chałubińskiego, Mięguszowiecka Przełęcz pod Chłopkiem, Hińczowa Przełęcz, Żabia Przełęcz oraz Waga, Żelazne Wrota, Polski Grzebień, Rohatka, Lodowa Przełęcz[18][19].
- w graniach bocznych m.in.: Bobrowiecka Przełęcz, Buczynowa Przełęcz, Czerwona Przełęcz, Iwaniacka Przełęcz, Kondracka Przełęcz, Zawrat, Kozia Przełęcz, Krzyżne, Szpiglasowa Przełęcz, Czerwona Ławka{[18][19].

### Doliny
Z grzbietów tatrzańskich opadają liczne doliny. Największe z nich to:
- po stronie polskiej: Dolina Chochołowska, Dolina Kościeliska, Dolina Małej Łąki, Dolina Bystrej, Dolina Suchej Wody Gąsienicowej z Doliną Gąsienicową, Dolina Białki, Dolina Waksmundzka, Dolina Roztoki, Dolina Pięciu Stawów Polskich, Dolina Rybiego Potoku,
- po stronie słowackiej: Dolina Sucha Sielnicka, Dolina Jałowiecka, Dolina Żarska, Dolina Jamnicka, Dolina Raczkowa, Dolina Bystra, Dolina Kamienista, Dolina Cicha Liptowska, Dolina Koprowa, Dolina Mięguszowiecka, Dolina Białej Wody, Dolina Jaworowa, Dolina Kieżmarska, Dolina Zimnej Wody, Dolina Wielicka, Dolina Zuberska[20].

## Wody
Tatry znajdują się w zlewisku dwóch mórz: Morza Bałtyckiego i Morza Czarnego. Wielki Europejski Dział Wodny między nimi biegnie od Szczyrbskiego Jeziora granią Soliska, główną granią odnogi Krywania do Cubryny, stąd na zachód granią główną Tatr aż po szczyt Wołowca, tu odbiega od tej grani i biegnie północną granią Wołowca. Tereny po wschodniej i północnej stronie tego działu to zlewiska Bałtyku (dorzecze Dunajca i Popradu), pozostały obszar to zlewisko Morza Czarnego (dorzecza Orawy i Wagu). Są to główne rzeki mające źródła w Tatrach{.
Tatry mają silnie rozbudowaną sieć wodną. Łączna długość potoków przekracza 300 km. Wypływają w wyciekach, wysiękach, źródłach i wywierzyskach oraz młakach. Mają duży spadek, występują na nich progi, wodospady, kotły eworsyjne, bystrza i baniory. Ich wody są zimne; w lecie ogrzewają się do 10 °C, w zimie następuje zlodzenie części wody w potokach, a woda przepływająca pod lodem ma temperaturę do +1 °C. W rejonach zbudowanych ze skał wapiennych charakterystyczną cechą jest występowanie na potokach ponorów, w których woda często na dużych odcinkach płynie pod powierzchnią terenu. Niektóre doliny (np. Dolina Suchej Wody Gąsienicowej) odwadniane są niezgodnie z rzeźbą terenu – część wody podziemnymi przepływami wypływa w sąsiednich dolinach.
Jeziora Tatr zwane są tradycyjnie stawami. Nazwa ta przyjęła się też w publikacjach naukowych. W Tatrach występuje blisko 200 różnej wielkości stawów, począwszy od największego, Morskiego Oka (34,93 ha), poprzez porównywalnie duży Wielki Staw Polski, do zupełnie maleńkich, jak Zadni Mnichowy Stawek (0,04 ha). Stawy tatrzańskie z kilkoma wyjątkami (Cichy Staw, Mokra Jama) są pochodzenia polodowcowego. Znaczna większość stawów znajduje się na terenie Tatr Wysokich, w Tatrach Zachodnich ich liczba jest znacznie mniejsza (najbardziej znany w Polsce jest Smreczyński Staw). Na Słowacji największymi jeziorami są Wielki Hińczowy Staw i Szczyrbskie Jezioro (po ok. 20 ha).

## Budowa geologiczna

### Powstanie Tatr
Tatry są górami fałdowymi orogenezy alpejskiej, dlatego charakteryzuje je tzw. młoda rzeźba terenu. W epoce późnej kredy (w środkowym i późnym turonie), w ramach fazy subhercyńskiej, serie skalne zostały sfałdowane i przemieszczone ku północy o wiele kilometrów. Wtedy właśnie powstały płaszczowiny tatrzańskie.
W eocenie obszar Tatr, a przynajmniej jego północna część, została przykryta płytkim morzem, w którym powstały zlepieńce, wapienie numulitowe, piaskowce, mułowce i łupki pokrywające północne stoki regli oraz wypełniające Kotlinę Zakopiańską i budujące Pasmo Gubałowskie. Ostatecznie zostały wypiętrzone w późnym miocenie (10–15 mln lat temu).

### Budowa i rzeźba masywu
Masyw zbudowany jest z paleozoicznego trzonu krystalicznego (głównie z późnokarbońskich granitoidów i ze starszych skał metamorficznych), leżących na nim autochtonicznych serii wierchowych oraz nasuniętych z południa serii allochtonicznych: płaszczowin wierchowych – Czerwonych Wierchów i Giewontu oraz płaszczowin reglowych – dolnej – kriżniańskiej, środkowej – choczańskiej oraz górnej – strażowskiej. Płaszczowiny wierchowe zbudowane są ze skał krystalicznych (magmowych i metamorficznych) oraz skał osadowych, natomiast płaszczowiny reglowe wyłącznie ze skał osadowych o różnym wykształceniu.
Zdecydowaną większość Tatr budują skały krystaliczne, skały osadowe są obecne głównie na północnym skraju Tatr, gdyż były one przesunięte z południa i obalone na północ. W polskiej części Tatr, będącej północną częścią tego masywu, skały osadowe zajmują większą powierzchnię niż krystaliczne.
Trzon krystaliczny Tatr
Granitoidy
Zdecydowaną większość krystalicznego trzonu Tatr budują granitoidy, datowane metodami radiometrycznymi na 290 ± 15 mln lat (późny karbon). Jest to intruzja spowodowana naprężeniami orogenezy waryscyjskiej. Najpowszechniejszym typem granitoidów tatrzańskich są granodioryty, a trochę rzadszym tonality. Prawie całe Tatry Wysokie utworzone są przez granitoidy (granodioryty i tonality). Właściwe granity są rzadkie i spotykane przede wszystkim w rejonie Małego Kościelca i Koszystej. Tam też występują pegmatyty{.
W obrębie granitoidów występują żyły pegmatytów i żyły kwarcowe, ważne ze względu na cenne minerały wydobywane tu od XV wieku.
Skały metamorficzne
Skały metamorficzne występują głównie w Tatrach Zachodnich i są to przede wszystkim gnejsy i migmatyty, o wieku głównej fazy metamorfizmu datowanym na 420 mln lat. Większość skał metamorficznych Tatr była prawdopodobnie pierwotnie fliszem, choć są też obecne amfibolity itp., które pochodzą z metamorfizmu pierwotnych obojętnych skał wulkanicznych typu bazaltów. Podrzędnie spotyka się łupki łyszczykowe oraz mylonity. W seriach metamorficznych występują też wkładki granodiorytów i granitów porfirowych.
Serie osadowe
Najstarszym osadem jest permski zlepieniec koperszadzki znaleziony na północnym zboczu Jagnięcego Wierchu w Tatrach Słowackich. Na nim albo bezpośrednio na granicie osadziły się utwory triasu – głównie piaskowce i łupki oraz nieliczne wkładki zlepieńców. Osady jurajskie i kredowe są tu silnie zredukowane, prawdopodobnie obszar ten często był wyniesiony ponad poziom morza i podlegał erozji{.
Budowa wewnętrzna płaszczowin
Zarówno płaszczowiny wierchowe, jak i reglowe dzielą się na mniejsze jednostki – płaszczowiny cząstkowe oraz łuski. Spągowe części płaszczowin wierchowych zbudowane są ze skał krystalicznych. Są to granitoidy oraz skały metamorficzne z żyłami pegmatytów i kwarców. Tworzą one czapki krystaliczne, m.in. wyspę krystaliczną Goryczkowej:
Na nich spoczywają serie osadowe. W triasie, jurze i kredzie następowała sedymentacja skał osadowych, przy czym była ona zróżnicowana. Serie wierchowe i reglowe różnią się charakterem osadów, co było spowodowane różną głębokością morza i odległością od brzegu oraz ruchami tektonicznymi, powodującymi lokalne przegłębienia i spłycenia poszczególnych basenów sedymentacyjnych, a czasami ich wynurzenie ponad powierzchnię morza.
W górnej kredzie serie skalne zostały sfałdowane i przemieszczone ku północy o wiele kilometrów. Tak powstała płaszczowinowa budowa Tatr. W eocenie część Tatr została przykryta morzem, w którym powstały zlepieńce, wapienie numulitowe, piaskowce, mułowce i łupki, pokrywające północne stoki Regli oraz wypełniające Kotlinę Zakopiańską i Pasmo Gubałowskie. Piaskowce, mułowce i łupki leżące na wapieniach numulitowych należą do fliszu podhalańskiego.
Rzeźba i osady czwartorzędowe
Rzeźba Tatr ma cechy typowej rzeźby alpejskiej. Jest ona efektem znacznego neotektonicznego wyniesienia masywu nad okalające go kotliny śródgórskie, erozji rzecznej, krasowej oraz erozyjnej i akumulacyjnej działalności lodowców górskich podczas kilku (3 do 8) zlodowaceń plejstoceńskich. Według badaczy lodowce ostatniego zlodowacenia definitywnie ustąpiły w boreale ok. 8,4 tys. 14C lat BP, a nawet w fazie atlantyckiej, ok. 5 tys. lat 14C BP (zob. holocen). Erozyjna działalność lodowców bardzo dobrze zapisała się w U-kształtnych profilach poprzecznych dolin (np. żłoby lodowcowe Doliny Białej Wody, Roztoki, Rybiego Potoku), cyrkach lodowcowych, misach glacjalnych (np. Morskie Oko), dolinach zawieszonych (np. Dolinka Buczynowa), mutonach i podciosach lodowcowych (np. Dolina Pięciu Stawów Polskich i Dolina Roztoki). W zlodowaconych dolinach zachowały się ciągi moren końcowych, bocznych, dennych i ablacyjnych oraz formy lodowców gruzowych, a także osady rzeczne i rzeczno-lodowcowe. Doliny niezlodowacone podczas plejstocenu zachowały swój V-kształtny profil poprzeczny (np. Dolina za Bramką, dolne części dolin Kościeliskiej i Chochołowskiej, Dolina Strążyska). Podczas holocenu glacjalna rzeźba poddana została niedużemu przemodelowaniu, głównie za sprawą działalności erozyjnej i akumulacyjnej procesów stokowych – powstały żleby, piargi i stożki piargowe.
Osadami plejstoceńskimi są gliny z głazami i głazy moren czołowych i bocznych, żwiry rzeczne, głazowiska, gliny zboczowe. W holocenie powstały głazy i bloki piargów, żwiry, piaski i mułki rzeczne, mady, gliny zboczowe, torfy i namuły torfiaste.

## Jaskinie
W skałach krasowiejących (głównie wapienie serii wierchowej) podczas czwartorzędu rozwinęły się systemy jaskiń. Po polskiej stronie odkryto dotychczas 857 jaskiń o łącznej długości ponad 133 km{. Liczba poznanych jaskiń w części słowackiej jest mniejsza. Do największych jaskiń tatrzańskich należą:
- Cień Księżyca – najdłuższa w całych Tatrach (30 500 m, stan na październik 2012[29]) i najgłębsza (451 m) w Tatrach Wysokich,
- Jaskinia Wielka Śnieżna – najgłębsza (824 m deniwelacji), do stycznia 2010 uważana też za najdłuższą (23 753 m),
- Śnieżna Studnia – druga pod względem głębokości (763 m deniwelacji, 12 900 m długości),
- Jaskinia Wysoka – Za Siedmiu Progami – do lat 90. uważana za najdłuższą (11 660 m, 435 m deniwelacji),
- Jaskinia Bielska – najczęściej zwiedzana, najdłuższa (3829 m) w Tatrach Bielskich.

Niektóre jaskinie tatrzańskie są udostępnione dla turystów. W polskich Tatrach są to:
- Jaskinia Mroźna,
- Jaskinia Mylna, Jaskinia Obłazkowa i Jaskinia Raptawicka, tworzące system Jaskiń Pawlikowskiego,
- Smocza Jama,
- Dziura.

## Świat roślinny
W Tatrach stwierdzono występowanie około 1300 gatunków roślin naczyniowych, przy czym dla około 200 gatunków Tatry są jedynym miejscem ich występowania w Polsce. Bogata jest flora mszaków (około 700 gatunków), występuje też tutaj około 1000 gatunków grzybów, 870 gatunków porostów. Czynniki klimatyczne zadecydowały o dużej odrębności flory Tatr od flory nizinnej. Zróżnicowanie geologiczne podłoża i znacznie różniące się warunki życiowe na różnych wysokościach są przyczyną dużej różnorodności gatunkowej flory Tatr. W czasie jednodniowej wycieczki, na niewielkim obszarze napotkać można wiele, znacznie różniących się składem gatunkowym zespołów roślinności.
Duże różnice wysokości bezwzględnej sprawiają, że w Tatrach zaznacza się piętrowy układ świata roślinnego:
- pogórze (do ok. 650 m n.p.m.) – gatunki identyczne jak na niżu.
- regiel dolny (do 1200–1250 m n.p.m.) – pierwotnie lasy złożone z jodły pospolitej i buka zwyczajnego. Obecnie dominuje świerk pospolity.
- regiel górny (do 1500 m n.p.m.) – złożony głównie ze świerka pospolitego (Picea abies). Górna granica regla stanowi jednocześnie górną granicę lasu. Rosną tu karlejące świerki pospolite, wierzba śląska, górska odmiana jarzębiny i sosna limba (Pinus cembra).
- piętro kosodrzewiny (subalpejskie, do 1800 m n.p.m.) – tworzone głównie przez kosodrzewinę (Pinus mugo) z domieszką wierzby śląskiej. Z pierwotnej powierzchni kosówki pozostało jedynie około 50%, resztę wskutek gospodarki pasterskiej zajęły hale. Zwiększyło to zagrożenie lawinowe w górach. Po zaprzestaniu wypasu kosodrzewina z powrotem stopniowo zarasta dawne hale.
- piętro halne (do 2300 m n.p.m.) – obszar porośnięty niską trawiastą roślinnością. Niegdyś były to obszary intensywnie wykorzystywane gospodarczo jako pastwiska. Obecnie kontynuuje się kontrolowany wypas kulturowy na niektórych polanach.
- piętro turniowe (powyżej 2300 m n.p.m.) – rośnie tu jeszcze około 120 gatunków roślin naczyniowych.

Najciekawsza przyrodniczo i najbardziej swoista jest roślinność dwóch ostatnich pięter.
Ponadto występują tu zbiorowiska roślinne azonalne, np. ziołorośla, traworośla, zbiorowiska źródlisk i wyleżysk, zbiorowiska przypotokowe.
Do charakterystycznych elementów flory Tatr należy występowanie tu wielu endemitów i subendemitów, m.in.: goździk lśniący (Dianthus nitidus), ostróżka tatrzańska (Delphinuim oxysepalum), przymiotno węgierskie (Erigeron hungaricus), pszonak Wahlenberga (Erysimum wahlenbergii), skalnica tatrzańska (Saxifraga perdurans), urdzik karpacki (Soldanella carpatica), warzucha tatrzańska (Cochlearia tatrae), wiechlina tatrzańska (Poa nobilis).
Inne ciekawe rośliny: szarotka alpejska (Leontopodium alpinum), lilia złotogłów (Lilium martagon), fiołek alpejski (Viola alpina), dziewięćsił bezłodygowy (Carlina acaulis), szafran spiski (Crocus scepusiensis), kuklik górski (Geum montanum), skalnica nakrapiana (Saxifraga aizoides), goryczka kropkowana (Gentiana punctata), goryczka trojeściowa (Gentiana asclepiadea), goryczka wiosenna (Gentiana verna), goryczka krótkołodygowa (Gentiana clusii) goryczuszka orzęsiona (Gentianella ciliata), omieg kozłowiec (Doronicum clusii), zimowit jesienny (Colchicum autumnale), goździk postrzępiony wczesny (Dianthus praecox), mak alpejski (Papaver burseri), rojnik górski (Sempervivum montanum), dzięgiel litwor (Archangelica officinalis), tojad mocny (Aconitum firmum), sasanka alpejska (Pulsatila alpina).

## Świat zwierzęcy
Świat zwierzęcy do granicy lasów przypomina pierwotną faunę niżu. Zwierzynę płową reprezentują takie gatunki jak: sarna europejska (Capreolus capreolus), jeleń szlachetny (Cervus elaphus), niektóre drapieżniki: lis rudy (Vulpes vulpes), borsuk europejski (Meles meles), ryś euroazjatycki (Lynx lynx), żbik europejski (Felis silvestris), gronostaj europejski, niedźwiedź brunatny (Ursus arctos), niektóre gatunki ptaków: puchacz zwyczajny (Bubo bubo), kruk zwyczajny (Corvus corax), orzeł przedni (Aquila chrysaetos), myszołów zwyczajny (Buteo buteo), jastrząb zwyczajny (Accipiter gentilis), sokół wędrowny (Falco peregrinus), pustułka zwyczajna (Falco tinnunculus), dymówka (Hirundo rustica), głuszec zwyczajny (Tetrao urogallus), cietrzew zwyczajny (Lyrurus tetrix), krzyżówka (Anas platyrhynchos), dzięcioł duży (Dendrocopos major), kukułka zwyczajna (Cuculus canorus), krzyżodziób świerkowy (Loxia curvirostra), drozd obrożny (Turdus torquatus), płochacz halny (Prunella collaris), jarząbek zwyczajny (Bonasa bonasia), orlik krzykliwy (Aquila pomarina), pluszcz zwyczajny (Cinclus cinclus), kania czarna (Milvus migrans), kania ruda (Milvus milvus), bocian biały (Ciconia ciconia), bocian czarny (Ciconia nigra), ryby: pstrąg potokowy (Salmo trutta). Inne spotykane zwierzęta to dziki (Sus scrofa), wilki (Canis lupus), nietoperze (Chiroptera), żmija zygzakowata (Vipera berus), jaszczurka żyworodna (Zootoca vivipara), salamandra plamista (Salamandra salamandra), ropucha szara (Bufo bufo), żaba trawna (Rana temporaria), żaba wodna (Rana esculenta), wiewiórka pospolita (Sciurus vulgaris), paź królowej (Papilio machaon), rusałka pawik (Inachis io), pasikonik (Tettigonia), trzmiel (Bombus), pająk krzyżak (Araneus).
Piętra powyżej lasów zamieszkują zwierzęta niespotykane w Polsce poza Tatrami. Wśród ssaków są to: świstak tatrzański (Marmota latirostris), kozica tatrzańska (Rupicapra tatrica), której liczebność w XXI wieku systematycznie się zwiększa (31.10.2012 w całych Tatrach żyło 1096 kozic, 31.10.2017 – 1263, a 31.10.2018 – 1431), śnieżnik europejski (polnik tatrzański) (Microtus nivialis mirhanreini), nornik tatrzański (Microtus tatricus). Wśród ptaków: płochacz halny (Prunella collaris), siwerniak (Anthus spinoletta), pomurnik (Tichodroma muraria), orzechówka (Nucifraga caryocatactes).

## Klimat
Klimat tatrzański ma wiele cech wspólnych z klimatem alpejskim. Najważniejsze z nich to niska średnia temperatur w roku, duża zmienność temperatur w ciągu doby, gwałtowne zmiany, częste zachmurzenia, znaczna liczba dni z opadami (w wyższych partiach gór większość opadów ma postać śniegu), zamglenia, długo utrzymująca się pokrywa śnieżna, silne nasłonecznienie i wiatry wiejące zazwyczaj z zachodu oraz z kierunku południowo-zachodniego. Większość zjawisk związana jest z przechodzeniem frontów atmosferycznych.
Temperatura
Zima w Tatrach trwa zazwyczaj od końca listopada do końca marca (w Zakopanem) i od połowy października do początku maja na wysokości Kasprowego Wierchu. Najzimniejszym miesiącem najczęściej jest luty, a najcieplejszym lipiec. Najwyższa zanotowana temperatura w Zakopanem to +32,8 °C 8 sierpnia 2013 r. Charakterystyczne dla klimatu tatrzańskiego są zimowe inwersje temperatury (zaburzenia zasady: im wyżej, tym zimniej) oraz śnieżyce w środku lata.
Wiatr
Silne, często huraganowe wiatry zazwyczaj nazywane są halnymi. To uogólnienie jest błędne. Wiejący z kierunku południowego wiatr halny jest odpowiednikiem fenu. Powstaje w sytuacji, gdy na wschód od Tatr rozwija się wyż, a na zachód niż. Nagrzane powietrze po południowej stronie Tatr podnosi się i stopniowo ochładza (ok. 0,6 °C/100 m). Para wodna zawarta w powietrzu skrapla się, a nad grzbietem Tatr powstaje podłużny obłok (widoczny najlepiej nad Giewontem i Czerwonymi Wierchami). Masy powietrza po przejściu grzbietu opadają gwałtownie w kierunku Zakopanego. Temperatura po polskiej stronie Tatr rośnie (ok. 1 °C/100 m) a wiatr wieje gwałtownymi, ciepłymi podmuchami, pomiędzy nimi występują charakterystyczne okresy „ciszy”. Wiatr halny zazwyczaj pojawia się wiosną lub jesienią, trwa od kilku godzin do kilku dni. Kończy się na ogół opadami deszczu lub śniegu. Najsilniejszy przeszedł w dniach 6–7 maja 1968, wiał z prędkością 288 km/godz. i połamał ok. 500 ha lasu. Ogromne szkody wiatr wyrządził także 19 listopada 2004 w południowej części słowackich Tatr Wysokich. Trzy miliony metrów sześciennych drzew zostało połamanych lub wyrwanych z korzeniami, dwie osoby zginęły.
Wiatr halny poprzedza spadek ciśnienia powietrza, odczuwany zwłaszcza przez osoby nadpobudliwe oraz cierpiące na choroby serca i krążenia. Zimne, porywiste wiatry wiejące z kierunków zachodnich nazywane są przez górali orawskimi.
Opady
Najwyższe opady najczęściej notuje się w lipcu, także w lipcu najczęściej występują w Tatrach burze. Średnio na lipiec przypada 10 dni burzowych.
Najwyższa dobowa suma opadów w polskiej części wynosi 300 mm deszczu. Zanotowana została 30 czerwca 1973 na Hali Gąsienicowej.
W Tatrach, podobnie jak w innych wysokich górach, zwłaszcza w wyższych partiach, duże znaczenie ma tzw. opad poziomy, czyli woda osadzająca się w wyniku kondensacji bezpośrednio na powierzchni ziemi, skał, roślin i różnych przedmiotów w postaci rosy, a przede wszystkim w postaci stałej – szadzi i szronu. Trudno jest ocenić ilość opadu poziomego w bilansie wodnym, ale efekty w postaci szreni lub szadzi, pokrywających lodowymi igiełkami drzewa, skałki i budynki są powszechnie znane i podziwiane.
Maksymalna zanotowana grubość pokrywy śnieżnej na szczycie wynosi:
- w Polsce – Kasprowy Wierch: 355 cm (kwiecień 1996),
- na Słowacji – Łomnica: 410 cm (25 marca 2009)[33].

Zjawiska optyczne
W Tatrach częste są silne zamglenia. W przypadku utrzymywania się mgieł w dolinach przy jednoczesnym nagrzaniu powietrza w wyższych partiach gór można czasem zaobserwować w horyzontalnym położeniu słońca tzw. widmo Brockenu (własny, wyolbrzymiony cień na ekranie mgieł). W przesądach taternickich zaobserwowanie tego zjawiska traktowane bywa jako ostrzeżenie (zwiastun nieszczęścia). Jednak widziane trzykrotnie jest już swoistym „zabezpieczeniem” w dalszych wędrówkach po górach.
Dość często występującym zjawiskiem jest halo.

## Historia turystyki
Ruch turystyczny w Tatrach najwcześniej rozpoczął się na ich południowej stronie. Pierwsza odnotowana wycieczka w Tatry odbyła się w Zielone Świątki, 11 czerwca 1565 r. Była to przejażdżka Beaty z Kościeleckich Łaskiej (żony ówczesnego hrabiego spiskiego (nadżupana) Olbrachta Łaskiego) ze spiskiego Kieżmarku do Doliny Kieżmarskiej, prawdopodobnie do Zielonego Stawu Kieżmarskiego.
Z początków XVII w. pochodzą wzmianki o pierwszych wejściach na szczyty. W 1615 r. najprawdopodobniej na Kieżmarski Szczyt wszedł David Frölich. W 1664 Georg Buchholtz senior zdobył Sławkowski Szczyt, a w późniejszym czasie napisał kilka prac o historii i przyrodzie Tatr i Spiszu.
W 1683 roku wydana została książka Ungarischer oder Dacianischer Simplicissimus (Węgierski albo Dacki Simplicissimus) anonimowego autora, który opisywał w niej swoje przygody i wycieczki w Tatrach. Stała się ona bardzo popularna. Jak się później okazało, autorem jej był urodzony we Wrocławiu Daniel Speer, który przez pewien czas przebywał na Podtatrzu.
W 1782 roku Austriacy sporządzili pierwszą dokładną (jak na ówczesne czasy) mapę Tatr.
W latach 1792–1794 Tatry badał Baltazar Hacquet, a w roku 1793 Robert Townson, którzy wydali później książki opisujące Tatry.
Za ojca polskiej turystyki tatrzańskiej uważa się Stanisława Staszica. W latach 1803–1805 wędrował po Tatrach, prowadząc badania naukowe. Ich owocem jest wydane w 1815 dzieło O ziemiorodztwie Karpatów. Staszicowi przypisywane jest pierwsze wejście na Kołowy Szczyt. Był też na Krywaniu, Sławkowskim Szczycie, Łomnicy. Tatry badał też Göran Wahlenberg w roku 1813, a w latach 1835–1850 geolog Ludwik Zejszner.
Pierwsi turyści odwiedzali przede wszystkim Dolinę Kościeliską, Kuźnice, Kalatówki i Morskie Oko. Wielkim propagatorem Tatr stał się lekarz Tytus Chałubiński. Za pionierów turystyki wysokogórskiej uważa się księdza Józefa Stolarczyka i księdza Eugeniusza Janotę. Zainteresowanie Tatrami wzmogła opublikowana przez Marię Steczkowską (anonimowo) książka pt. Obrazki z podróży do Tatrów i Pienin (1858, rozszerzone wyd. 2 w 1872). Do rozwoju ruchu turystycznego przyczyniło się także wydanie w 1870 r. przez Walerego Eljasza-Radzikowskiego pierwszego przewodnika po Tatrach. W 1873 r. zawiązały się Węgierskie Towarzystwo Karpackie oraz polskie Towarzystwo Tatrzańskie. Celem ludzi w nich działających stało się propagowanie turystyki i jej ułatwianie. Towarzystwo budowało szlaki turystyczne oraz schroniska (Morskie Oko – 1874, Roztoka – 1876, Dolina Pięciu Stawów Polskich – 1876). Zasługą Towarzystwa jest też rozwój Zakopanego przez liczne inwestycje (np. oświetlenie, budowa Szkoły Przemysłu Drzewnego). Lata 70. XIX w. to też wiele odnotowanych jako pierwsze wejść na szczyty górskie. Lata 80. XIX w. to początek taternictwa zimowego. Pierwsi turyści wędrowali po Tatrach z przewodnikami wywodzącymi się z zakopiańskich górali. Najbardziej znani to: Klemens Bachleda (Klimek), Jędrzej Wala starszy, Maciej Sieczka, Szymon Tatar, Wojciech Roj, Józef Gąsienica Tomków, Bartłomiej Obrochta i wielu innych. Z „chodzeniem po górach” wiązały się wypadki. Inicjatorem powstania i pierwszym kierownikiem Tatrzańskiego Ochotniczego Pogotowia Ratunkowego był Mariusz Zaruski (1909 r.). Wcześniej, w roku 1903 powstała pierwsza polska organizacja taternicka – STTT.
Wzrost popularności Tatr spowodował w latach 90. XIX w. osiedlenie się w Zakopanem dużej grupy ówczesnej inteligencji. Dzięki niej, jej pasji kolekcjonerskiej, zachwytom nad pięknem Tatr i tatrzańskim folklorem, Tatry stały się miejscem badań i źródłem inspiracji dla wielu twórców. O Tatrach pisali m.in.: urodzony w Ludźmierzu Kazimierz Przerwa-Tetmajer (Na Skalnym Podhalu, Legenda Tatr); Seweryn Goszczyński (Dziennik podróży do Tatrów, Sobótka); Władysław Orkan; Stanisław Nędza-Kubiniec. Z Zakopanem związany był też Kornel Makuszyński. Kompozytorzy urzeczeni widokiem dzikiej przyrody tworzyli, czerpiąc z bogactwa muzyki góralskiej, np. Karol Szymanowski, Mieczysław Karłowicz, Zygmunt Noskowski, Jan Maklakiewicz, Wojciech Kilar.
Bogate zdobnictwo i architektura Podhala za sprawą Stanisława Witkiewicza dały podstawy stylowi zakopiańskiemu. Pejzaż tatrzański utrwalali Rafał Malczewski, Walery Eljasz-Radzikowski. Szkoła w Zakopanem (Szkoła Przemysłu Drzewnego i wydzielone z niej w 1948 r. Liceum Sztuk Plastycznych) doczekała się takich absolwentów jak Antoni Kenar i Władysław Hasior.
Wynikami rozlicznych badań są m.in. publikacje Witolda H. Paryskiego, autora wielotomowego przewodnika dla taterników Tatry Wysokie, oraz jego żony Zofii Radwańskiej-Paryskiej opisującej bogactwo flory tatrzańskiej (zajmowała się także tematyką ochrony przyrody). Z Tatrami związany był także Józef Fedorowicz, wieloletni kierownik zakopiańskiej stacji meteorologicznej, a także Juliusz Zborowski – dyrektor Muzeum Tatrzańskiego.
Wielu z nich zostało pochowanych na najstarszym cmentarzu Zakopanego na Pęksowym Brzyzku.

## Turystyka obecnie
Obecnie Tatry są bardzo licznie odwiedzane, szczególnie ich polska część – chociaż jest mniejsza niż słowacka, to jednak liczba turystów jest tu znacznie większa. Rocznie polską część Tatr odwiedza około 3 mln osób. Apogeum odwiedzin przypada w sezonie wakacyjnym, kiedy to polską część odwiedza ponad 1,5 miliona turystów (rekord z wakacji 2017 wynosi 1 mln 640 tys. turystów). Rekord tygodniowy odwiedzin TPN to ponad 200 tys. osób, a dzienny 41 tys. osób. Rekord wejść na jeden szlak padł natomiast 3 kwietnia 2016 w Dolinie Chochołowskiej, którą odwiedziło 25 tys. osób.
Zbudowane liczne szlaki turystyki pieszej i nartostrady na obszarze Polski i Słowacji, baza noclegowa, liczne wyciągi narciarskie, a także koleje linowe (na Kasprowy Wierch i Łomnicę oraz linowo-terenowa – na Gubałówkę i Smokowieckie Siodełko) sprzyjają turystyce i sportom zimowym.
Łączna długość szlaków w polskiej części Tatr wynosi 275 km, natomiast w części słowackiej 651 km.
Najliczniej odwiedzanymi miejscami po stronie polskiej są Morskie Oko, Giewont, Kasprowy Wierch oraz Dolina Kościeliska i Dolina Chochołowska.
Najwyższym punktem w Tatrach, na który można się dostać znakowanym szlakiem turystycznym, są Rysy (położony na Słowacji główny wierzchołek ma 2503 m n.p.m.), tylko minimalnie niższy jest Krywań (2495 m n.p.m.).
Za najtrudniejszy szlak turystyczny w Tatrach uważa się Orlą Perć. Kolejne szlaki zaliczane do bardzo trudnych prowadzą na Mięguszowiecką Przełęcz pod Chłopkiem, przez Czerwoną Ławkę, Żlebem Kulczyńskiego, przez Kozią Przełęcz, na Jagnięcy Szczyt, przez grań Rohaczy na odcinku od Rohacza Ostrego do Banówki, granią od Świnicy do Zawratu, a liczne inne trasy są tylko nieznacznie łatwiejsze.
Ratownictwem w polskiej części Tatr zajmuje się Tatrzańskie Ochotnicze Pogotowie Ratunkowe, które jako jedno z niewielu na świecie nie wymaga posiadania ubezpieczenia górskiego i nie pobiera odpłatności za akcje ratownicze. W słowackiej części akcjami ratowniczymi zajmuje się Górskie Pogotowie Ratunkowe (HZS), jednak wymagane jest posiadanie odpowiedniego ubezpieczenia górskiego, w przypadku jego braku należy się liczyć z obowiązkiem pokrycia kosztów akcji ratowniczej.
Turystyka jest też obecnie najważniejszym źródłem bezpośredniego i pośredniego (schroniska, ratownictwo, gastronomia, komunikacja, koleje terenowe i linowe) oddziaływania człowieka na przyrodę Tatr. Stale rosnąca presja turystyczno-sportowo-rekreacyjna jest uważana za najbardziej destrukcyjną formę antropopresji obok zanieczyszczeń powietrza napływających na teren Tatr znad dużych ośrodków przemysłowych. Presja turystyczno-sportowo-rekreacyjna dotyczy zarówno Tatr w obrębie granic Polski, jak również Tatr słowackich.
W roku 2013 Międzynarodowa Unia Ochrony Przyrody zagroziła słowackiemu TANAP pozbawieniem statusu parku narodowego z powodu dużych inwestycji (głównie w infrastrukturę narciarską) na terenie parku, które bardzo poważnie ingerują w krajobraz i przyrodę.
Od roku 1980 TANAP zamyka szlaki „powyżej schronisk” na czas tatrzańskiej zimy, najpierw był to okres od 1 października do 30 czerwca, a od roku 2004 jest to okres od 1 listopada do 15 czerwca.
W 2012 r. TPN uruchomił system TatryInfo, który jest przewodnikiem i lokalizatorem działającym na telefonach komórkowych poprzez technologie NFC i QR.
W grudniu 2012 w Kuźnicach uruchomiono PIEPS Check Point – punkt kontrolny dla detektorów lawinowych.
Najbardziej znanym ośrodkiem turystycznym w Polsce jest Zakopane, ale rozwiniętą bazą turystyczną dysponują także Kościelisko, Poronin, Biały Dunajec, Bukowina Tatrzańska, Białka Tatrzańska, Murzasichle, Małe Ciche, Ząb, Jurgów, Brzegi.
Na Słowacji ruch turystyczny skupia się głównie w osiedlach miasta Wysokie Tatry.
W Tatrach znajdują się 24 schroniska (8 w Polsce i 16 na Słowacji). Najwyżej położonym jest słowackie schronisko pod Rysami, najwyżej położonym polskim schroniskiem jest schronisko PTTK w Dolinie Pięciu Stawów Polskich.
Obecnie działające obiekty turystyczne w Tatrach:
- obiekty noclegowe na Słowacji:

- - Schronisko pod Rysami,
  - Schronisko Téryego,
  - Schronisko Zbójnickie,
  - Schronisko na Solisku,
  - Schronisko Łomnickie,
  - Hotel górski „Encián”,
  - Hotel górski „Śląski Dom”,
  - schronisko nad Zielonym Stawem,
  - Hotel nad Popradzkim stawem,
  - Schronisko Majlátha,
  - Schronisko Zamkovskiego,
  - Schronisko pod Szarotką,
  - Chata Czerwieniec,
  - Schronisko Żarskie,
  - Schronisko Bilíka,
  - Schronisko na Zwierówce[18][19],

- inne obiekty na Słowacji: Bufet Rohacki, bufet na Smokowieckim Siodełku, Rainerowa Chatka, autokemping „Raczkowa”, obozowisko taternickie na Polanie pod Wysoką[19].
- obiekty noclegowe w Polsce:
  - schronisko PTTK w Dolinie Pięciu Stawów Polskich,
  - schronisko PTTK „Murowaniec”,
  - schronisko PTTK nad Morskim Okiem,
  - schronisko PTTK na Hali Kondratowej,
  - hotel górski PTTK Kalatówki,
  - schronisko PTTK na Polanie Chochołowskiej,
  - schronisko PTTK na Hali Ornak,
  - schronisko PTTK w Dolinie Roztoki[18],
- inne obiekty w Polsce: pizzeria na Kasprowym Wierchu, bufet na Włosienicy, bufet na Polanie Strążyskiej, obozowisko taternickie na polanie Szałasiska, obozowisko taternickie na polanie Rogoźniczańskiej{[18].

## Wypadki
Tatry są górami wysokimi, wysokość względna zboczy może wynosić nawet do 1400 m. Dlatego turystyka górska w Tatrach zawsze przynosiła ofiary śmiertelne. Wypadki i akcje ratownicze w Tatrach są opisane w książce Księga wypraw ratunkowych zawierającej oryginalne zapisy Mariusza Zaruskiego i Józefa Oppenheima oraz w książce Wołanie w górach Michała Jagiełły.
Jako najstarszy wypadek w Tatrach (ok. połowy XVII w.) przekazy podają śmierć poszukiwacza skarbów, Adama Kaltsteina, jednak najprawdopodobniej było to zabójstwo. Następną ofiarą był kolejny poszukiwacz skarbów Johann Andreas Papirus, który miał spaść z Czarnego Szczytu. Po północnej, polskiej stronie Tatr kroniki odnotowują najwcześniej juhasa Budza, który spadł z Koziego Wierchu do Dolinki Buczynowej podczas ratowania owcy. W roku 1850 zabił się pięćdziesięcioletni góral Maciej Bachleda, a w 1851 sześcioletnia Katarzyna Dropa.
W Tatrach śmierć poniosło wielu artystów oraz znanych wspinaczy i przewodników górskich, m.in.: Klemens Bachleda, Wincenty Birkenmajer, Milič Blahout, Johann Breuer, Stanisław Bronikowski, Władysław Cywiński, Jan Długosz, Ruth Hale, Jadwiga Honowska, Bernard Jamnický, Karl Jenne, Belo Kapolka, Mieczysław Karłowicz, František Kele, Zbigniew Korosadowicz, Ludwig Koziczinski, Zofia Krókowska, Kazimierz Kupczyk, Jerzy Leporowski, Lida Skotnicówna, Marzena Skotnicówna, Wiesław Stanisławski, Józef Szaniawski, Mieczysław Szczuka, Mieczysław Świerz, Vladimír Tatarka, Václav Zachoval. Wielu z nich jest upamiętnionych na Tatrzańskim Cmentarzu Symbolicznym pod Osterwą, a także przy Sanktuarium Maryjnym na Wiktorówkach i pochowanych na Cmentarzu Zasłużonych na Pęksowym Brzyzku oraz na Nowym Cmentarzu w Zakopanem.
W Tatrach miało miejsca kilka tajemniczych i nigdy nie wyjaśnionych wypadków śmiertelnych oraz wiele zaginięć. Jednym z bardzo zagadkowych przypadków jest tragedia Kaszniców nad Żabim Stawem Jaworowym.
Najtragiczniejszy wypadek w polskich Tatrach zdarzył się 28 stycznia 2003 r., kiedy to w lawinie zginęło 8 turystów udających się na Rysy.
Według klasyfikacji TOPR, w wypadkach turystycznych zginęło 480 osób, w taternickich 159 osób, w lawinowych 107 osób, w zamachach samobójczych 69 osób, w wypadkach narciarskich 24 osoby, w jaskiniowych 9 osób, w innych (utopienia, zabójstwa, wypadki przy pracy, wypadki na lotniach, wypadki w schroniskach) 32 osoby, a w przypadkach kiedy okoliczności śmierci nie zidentyfikowano 12 osób.
W ciągu pierwszych stu lat istnienia zorganizowanej służby ratowniczej (tj. w latach: 1909–2009) w polskich Tatrach odnotowano śmierć 882 osób lub wg innych danych 892 osób; 101 z nich zginęło na Orlej Perci i szlakach dojściowych, 57 na Mięguszowieckich Szczytach, 48 na Giewoncie, 42 na Czerwonych Wierchach, 34 na Świnicy, a 29 na Rysach.
Liczba ofiar śmiertelnych rocznie w całych Tatrach polskich (akcje TOPR/GOPR/TOPR), 1909-2021:

Liczba ofiar śmiertelnych rocznie w Tatrach Wysokich (bez Zachodnich i Bielskich) słowackich (akcje HZS i jej poprzedników), 1900-2018

## Przynależność i granica
Początkowo granica między Polską a Królestwem Węgier w Tatrach nie była ściśle wyznaczona. Przez Tatry biegł pas ziemi niczyjej. W 1634 r. podpisano umowę pomiędzy Polską i Węgrami wyznaczającą granicę w Tatrach. Biegła ona wówczas rzeką Białką, Białą Wodą i Rówienkowym Potokiem na Mały Jaworowy Szczyt, a stamtąd granią główną przez Świstowy Szczyt, Małą Wysoką, Polski Grzebień, Zadni Gerlach, Rysy, Mięguszowiecki Szczyt, Szpiglasowy Wierch. W 1772 r. po I rozbiorze Polski Tatry stały się własnością Monarchii Habsburgów. W 1824 r. dobra zakopiańskie oraz Dolinę Rybiego Potoku wraz z Morskim Okiem zakupił od władz austriackich Węgier Emanuel Homolacs. W 1867 r. powstały Austro-Węgry i Tatry stały się umowną granicą pomiędzy dwoma państwami monarchii, jednak sama granica nadal nie została dokładnie wyznaczona. W 1889 r. hrabia Władysław Zamoyski nabył na licytacji dobra zakopiańskie (Zakopane oraz część Tatr wraz z Morskim Okiem). W związku z licznymi sporami o przynależność ziem pod koniec XIX wieku podjęto próby delimitacji granicy. Nie przyniosły one skutku i sprawa w 1897 trafiła do sądu międzynarodowego, który 13 września 1902 r. ustalił dokładny przebieg granicy austro-węgierskiej w spornym terenie.
Po rozpadzie Austro-Węgier w 1918 r. powstał spór między Czechosłowacją i Polską o przebieg granicy, m.in. w Tatrach i na Podtatrzu. W 1920 r. konferencja ambasadorów państw alianckich wyznaczyła tę granicę. W Tatrach przebiegała ona tak jak obecnie. Po układzie monachijskim w 1938 r. na wschodzie Tatr granicę przesunięto tak, że przebiegała ona granią główną aż do Przełęczy pod Kopą, dalej granią Tatr Bielskich na Płaczliwą Skałę i jej granią na Wierch Średnicę i dalej. Polska otrzymała resztę północnych stoków Tatr Wysokich oraz część północnych stoków Tatr Bielskich wraz z Jaworzyną Spiską. Po II wojnie światowej granica w Tatrach między Polską i Czechosłowacją wróciła do tej sprzed 1938 roku.